# Filmåret 2019

## Mest inkomstbringande filmer
| Rank | Titel                            | Distribution | Intäkter       |
| ---- | -------------------------------- | ------------ | -------------- |
| 1    | Avengers: Endgame                | Disney       | $2 797 800 564 |
| 2    | Lejonkungen                      | Disney       | $1 656 943 394 |
| 3    | Frost 2                          | Disney       | $1 449 728 798 |
| 4    | Spider-Man: Far From Home        | Sony         | $1 131 927 996 |
| 5    | Captain Marvel                   | Disney       | $1 128 274 794 |
| 6    | Joker                            | Warner Bros. | $1 074 151 311 |
| 7    | Star Wars: The Rise of Skywalker | Disney       | $1 073 974 656 |
| 8    | Toy Story 4                      | Disney       | $1 073 394 593 |
| 9    | Aladdin                          | Disney       | $1 050 693 953 |
| 10   | Jumanji: The Next Level          | Sony         | $795 575 863   |

## Händelser
- 6 januari – Golden Globe-galan
- 13 januari – Critics' Choice Movie Awards
- 27 januari – Screen Actors Guild Awards
- 28 januari – Guldbaggegalan
- 10 februari – BAFTA-galan
- 22 februari – Satellite Awards
- 23 februari – Razziegalan
- 24 februari – Oscarsgalan
- 14-25 maj – Filmfestivalen i Cannes

## Årets filmer
#
- 7 Kogustaki Mucize
- 21 Bridges
- 438 dagar
- 1917

A
- Ad Astra
- After the Wedding
- Ahmad Maryam
- Ajvar
- Aladdin
- Alice och borgmästaren
- Alita: Battle Angel
- Allt vi äger
- Amundsen
- And Then We Danced
- Andernas drömmar
- The Angry Birds Movie 2
- Ankdammen
- Anna
- Annabelle Comes Home
- Apollo 11
- The Audition
- Avengers: Endgame

B
- Badla
- Bangla
- The Beach Bum
- Beats
- A Beautiful Day in the Neighborhood
- Bharat
- Black Christmas
- Blinded by the Light
- Bombshell – När tystnaden bryts
- Booksmart
- Bortom det synliga – filmen om Hilma af Klint
- Brightburn
- The Brink
- Britt-Marie var här
- Bröllopskaos igen!

C
- Cale szczescie
- Camorrans barn
- Captain Marvel
- Cats
- Child's Play
- Cold Case Hammarskjöld
- Cold Pursuit
- Color Out of Space
- Corpus Christi
- Could This Be You?
- Countdown
- Crawl
- The Curse of La Llorona

D
- Dabangg 3
- Dafne
- DanMachi: Arrow of the Orion
- Dark Waters
- De arktiska kamelerna
- De De Pyaar De
- De ovanliga
- The Dead Don't Die
- Den vidrige herr Honka
- Det: Kapitel 2
- Diego Maradona
- Doctor Sleep
- A Dog's Way Home
- Dora and the Lost City
- Downton Abbey
- Draktränaren 3
- Dream Girl
- Drottningens corgi
- Drömparken
- Dumbo

E
- Eld & lågor
- Electrochock 1978
- En del av mitt hjärta
- En komikers uppväxt
- En officer och spion
- En vit, vit dag
- Escape Room
- Everybody's Everything
- The Eye of the Beholder

F
- Familjefesten
- Familjen Addams
- The Farewell
- Fast & Furious: Hobbs & Shaw
- Fighting with My Family
- Fisherman's Friends
- Five Feet Apart
- Frost 2
- Funhouse
- Fågelfångarens son
- Fåret Shaun – Farmageddon
- Förfärliga snömannen

G
- Gemini Man
- The Gentlemen
- Glass
- Godzilla II: King of the Monsters
- The Good Liar
- Gryning
- Gud finns, hennes namn är Petrunya
- Gully Boy

H
- Hababam Sinifi Yeniden
- Hans Arnold – Penselns häxmästare
- Happy Death Day 2U
- Hasse & Tage – en kärlekshistoria
- The heart is a drum
- Hellboy
- A Hidden Life
- Hjärter dam
- The Hole in the Ground
- Hollywood Hank – Det är lugnt! Allt löser sig!
- Hope Gap
- Husdjurens hemliga liv 2
- The Hustle
- Hustlers

I
- Inna de Yard
- Inte den du tror
- The Intruder
- The Irishman

J
- Jag kommer hem igen till jul
- Jak poslubic milionera
- John Wick: Chapter 3 – Parabellum
- Jojo Rabbit
- Joker
- Josefin & Florin
- Judy
- Jumanji: The Next Level
- Jurtjyrkogården
- Just Mercy

K
- Kesari
- Knives Out
- Kobiety mafii 2
- Koko-di koko-da
- Kungen av Atlantis
- Kurier

L
- La Belle Époque
- Laidbackers
- Lantisar
- Last Christmas
- Late Night
- Le Mans '66
- Lego-filmen 2
- Lejonkungen
- Les Misérables
- The Lighthouse
- Lindy the Return of Little Light
- The Lodge
- Long Shot
- Lucky One

M
- Maleficent 2: Ondskans härskarinna
- Manikarnika: The Queen of Jhansi
- Mareld
- Marianne & Leonard: Words of Love
- Marie Curie: Pionjär. Geni. Rebell.
- Marriage Story
- Matthias & Maxime
- Men in Black: International
- Midsommar
- Midway
- Miles Davis: Birth of the Cool
- Miraklet i Sargassohavet
- Miszmasz czyli Kogel Mogel 3
- Moa Martinson – Landsmodern
- Mucize 2: Ask
- A Music Story
- Mysteriet Henry Pick
- Mysteriet om herr Länk

O
- Om det oändliga
- Once Upon a Time in Hollywood
- Ovan Babylon

P
- Panipat
- Parasit
- Parning
- Pavarotti
- The Peanut Butter Falcon
- Pew Pew Pew
- Pilsudski
- Planeta Singli 3
- Playmobil-filmen
- Pokémon: Detective Pikachu
- Polaroid
- Polityka
- Poms – Dansa för livet
- Porträtt av en kvinna i brand
- Proceder
- The Prodigy
- Push
- Pärlemor – Mother of Pearl

Q
- Queen & Slim
- Quick

R
- Rambo: Last Blood
- Ready or Not
- Richard Jewell
- Ring mamma!
- Rocketman
- Romeo Akbar Walter

S
- Saaho
- Samsam
- Sanningen
- Sara med allt sitt väsen
- Scary Stories to Tell in the Dark
- Serenity
- Shazam!
- Smärta och ära
- Solid Gold
- Sorry We Missed You
- Spider-Man: Far From Home
- Spies in Disguise
- Star Wars: The Rise of Skywalker
- Student of the Year 2
- Sune – Best Man
- Svart cirkel
- Säsong

T
- Taksi bluz
- Terapi i Tunisien
- Terminator: Dark Fate
- Till drömmarnas land
- Till min dotter
- Tills Frank skiljer oss åt
- Tolkien
- The Tomorrow Man
- Total Dhamaal
- Toy Story 4
- Transnistra
- Türkler Geliyor: Adaletin Kilici

U
- UglyDolls
- Underdog
- Unga kvinnor
- Unge Ahmed
- Us
- Ut och stjäla hästar

V
- Varda av Agnès
- Velvet Buzzsaw
- Visslarna

W
- War
- Waves
- Weathering with You
- Willy & monsterplaneten

X
- X-Men: Dark Phoenix

Y
- Yesterday

Z
- Zombieland: Double Tap

## Svenska biopremiärer
Filmer som hade premiär i Sverige under 2019.
| Sverigepremiärer 2019 | Sverigepremiärer 2019 | Sverigepremiärer 2019                         | Sverigepremiärer 2019                                                                           | Sverigepremiärer 2019 | Sverigepremiärer 2019                                | Sverigepremiärer 2019 |
| Datum                 | Datum                 | Titel                                         | Land                                                                                            | Regi och medverkande | Genre                                                | Ref                   |
| --------------------- | --------------------- | --------------------------------------------- | ----------------------------------------------------------------------------------------------- | --- | ---------------------------------------------------- | --------------------- |
| J A N U A R I         | 2                     | Holmes & Watson                               | USA                                                                                             | Regi: Etan Cohen; Med: Will Ferrell, John C. Reilly, Rebecca Hall, Rob Brydon, Kelly Macdonald, Ralph Fiennes | Komedi, Parodi                                       | [ 2 ] [ 3 ]           |
| J A N U A R I         | 4                     | Det vildväxande päronträdet                   | Turkiet · Nordmakedonien · Frankrike · Tyskland · Bosnien och Hercegovina · Bulgarien · Sverige | Regi: Nuri Bilge Ceylan; Med: Dogu Demirkol, Murat Cemcir, Bennu Yildirimlar, Hazar Ergüçlü | Drama                                                | [ 4 ] [ 5 ]           |
| J A N U A R I         | 4                     | Second Act                                    | USA                                                                                             | Regi: Peter Segal; Med: Jennifer Lopez, Leah Remini, Vanessa Hudgens, Treat Williams, Milo Ventimiglia | Komedi, Romantik                                     | [ 6 ] [ 7 ]           |
| J A N U A R I         | 4                     | Under en öppen himmel                         | USA                                                                                             | Regi: Paul Dano; Med: Carey Mulligan, Jake Gyllenhaal, Ed Oxenbould, Bill Camp | Drama                                                | [ 8 ] [ 9 ]           |
| J A N U A R I         | 11                    | Beautiful Boy                                 | USA                                                                                             | Regi: Felix Van Groeningen; Med: Steve Carell, Timothée Chalamet, Maura Tierney, Amy Ryan | Biografi, Drama                                      | [ 10 ] [ 11 ]         |
| J A N U A R I         | 11                    | Hunter Killer                                 | USA                                                                                             | Regi: Donovan Marsh; Med: Gerard Butler, Gary Oldman, Common, Linda Cardellini, Toby Stephens, Michael Nyqvist | Action, Thriller                                     | [ 12 ] [ 13 ]         |
| J A N U A R I         | 11                    | Vice                                          | USA                                                                                             | Regi: Adam McKay; Med: Christian Bale, Amy Adams, Steve Carell, Sam Rockwell, Tyler Perry, Alison Pill, Jesse Plemons | Biografi, Drama, Komedi                              | [ 14 ] [ 15 ]         |
| J A N U A R I         | 18                    | Beskyddarna                                   | Frankrike · Schweiz                                                                             | Regi: Xavier Beauvois; Med: Nathalie Baye | Drama                                                | [ 16 ] [ 17 ]         |
| J A N U A R I         | 18                    | Bränd                                         | Sydkorea                                                                                        | Regi: Lee Chang-dong; Med: Yoo Ah-in, Steven Yeun, Jeon Jong-seo | Drama, Mysterium                                     | [ 18 ] [ 19 ]         |
| J A N U A R I         | 18                    | Girl                                          | Belgien · Nederländerna                                                                         | Regi: Lukas Dhont; Med: Victor Polster | Drama                                                | [ 20 ] [ 21 ]         |
| J A N U A R I         | 18                    | Glass                                         | USA                                                                                             | Regi: M. Night Shyamalan; Med: James McAvoy, Bruce Willis, Samuel L. Jackson, Anya Taylor-Joy, Sarah Paulson | Drama, Psykologi, Superhjälte, Thriller              | [ 22 ] [ 23 ]         |
| J A N U A R I         | 18                    | Ploey – Ett vinteräventyr                     | Island · Belgien                                                                                | Regi: Árni Ólafur Ásgeirsson | Animerat, Familj                                     | [ 24 ] [ 25 ]         |
| J A N U A R I         | 18                    | Vox Lux                                       | USA                                                                                             | Regi: Brady Corbet; Med: Natalie Portman, Jude Law, Stacy Martin, Jennifer Ehle, Raffey Cassidy | Drama, Musik                                         | [ 26 ] [ 27 ]         |
| J A N U A R I         | 21                    | Maquia: When the Promised Flower Blooms       | Japan                                                                                           | Regi: Mari Okada; Med: Manaka Iwami, Miyu Irino, Ai Kayano, Yûki Kaji, Miyuki Sawashiro, Yoshimasa Hosoya, Rina Satô, Yôko Hikasa, Misaki Kuno, Tomokazu Sugita, Hiroaki Hirata | Animerat, Fantasy, Krig                              | [ 28 ] [ 29 ]         |
| J A N U A R I         | 25                    | Britt-Marie var här                           | Sverige                                                                                         | Regi: Tuva Novotny; Med: Pernilla August, Peter Haber, Anders Mossling, Malin Levanon, Vera Vitali, Olle Sarri, Mahmut Suvakci, Lance Ncube | Drama                                                | [ 30 ] [ 31 ]         |
| J A N U A R I         | 25                    | Den ödmjuka                                   | Frankrike · Tyskland · Ryssland · Litauen · Nederländerna · Ukraina · Lettland                  | Regi: Sergey Loznitsa; Med: Vasilina Makovtseva, Valeriu Andriuta, Sergey Kolesov, Dmitriy Bykovskiy-Romashov | Drama                                                | [ 32 ] [ 33 ]         |
| J A N U A R I         | 25                    | The Favourite                                 | Irland · Storbritannien · USA                                                                   | Regi: Giorgos Lanthimos; Med: Olivia Colman, Emma Stone, Rachel Weisz, Nicholas Hoult, Joe Alwyn | Biografi, Drama, Historik, Komedi                    | [ 34 ] [ 35 ]         |
| J A N U A R I         | 25                    | The Kindergarten Teacher                      | USA                                                                                             | Regi: Sara Colangelo; Med: Maggie Gyllenhaal, Parker Sevak, Anna Baryshnikov, Rosa Salazar, Michael Chernus, Gael García Bernal | Drama                                                | [ 36 ] [ 37 ]         |
| J A N U A R I         | 25                    | The Mule                                      | USA                                                                                             | Regi: Clint Eastwood; Med: Clint Eastwood, Bradley Cooper, Laurence Fishburne, Michael Peña, Dianne Wiest, Andy García | Biografi, Drama, Kriminal                            | [ 38 ] [ 39 ]         |
| F E B R U A R I       | 1                     | 3 kvinnor                                     | Iran                                                                                            | Regi: Jafar Panahi; Med: Behnaz Jafari, Jafar Panahi, Maedeh Erteghaei, Marziyeh Rezaei, Narges Delaram | Drama                                                | [ 40 ] [ 41 ]         |
| F E B R U A R I       | 1                     | Aniara                                        | Sverige                                                                                         | Regi: Pella Kågerman & Hugo Lilja; Med: Emelie Jonsson, Arvin Kananian, Bianca Cruzeiro, Anneli Martini, Jennie Silfverhjelm, Peter Carlberg, Emma Broomé, Leon Jiber | Drama, Sci-Fi                                        | [ 42 ] [ 43 ]         |
| F E B R U A R I       | 1                     | Chelas arv                                    | Paraguay · Tyskland · Uruguay · Brasilien · Norge · Frankrike                                   | Regi: Marcelo Martinessi; Med: Ana Brun, Margarita Irun, Ana Ivanova | Drama                                                | [ 44 ] [ 45 ]         |
| F E B R U A R I       | 1                     | Destroyer                                     | USA                                                                                             | Regi: Karyn Kusama; Med: Nicole Kidman, Sebastian Stan, Toby Kebbell, Tatiana Maslany, Bradley Whitford, Jade Pettyjohn, Scoot McNairy | Drama, Kriminal                                      | [ 46 ] [ 47 ]         |
| F E B R U A R I       | 1                     | Escape Room                                   | USA · Sydafrika                                                                                 | Regi: Adam Robitel; Med: Taylor Russell, Logan Miller, Deborah Ann Woll, Tyler Labine, Jay Ellis, Nik Dodani | Drama, Mysterium, Psykologi, Thriller                | [ 48 ] [ 49 ]         |
| F E B R U A R I       | 1                     | Röjar-Ralf kraschar internet                  | USA                                                                                             | Regi: Phil Johnston & Rich Moore; Med: John C. Reilly, Sarah Silverman, Gal Gadot, Taraji P. Henson, Jack McBrayer, Jane Lynch, Alan Tudyk, Alfred Molina, Ed O'Neill | Animerat, Action, Fantasy, Komedi                    | [ 50 ] [ 51 ]         |
| F E B R U A R I       | 1                     | White Boy Rick                                | USA                                                                                             | Regi: Yann Demange; Med: Matthew McConaughey, Richie Merritt, Bel Powley, Jennifer Jason Leigh, Brian Tyree Henry, Rory Cochrane, RJ Cyler, Jonathan Majors, Eddie Marsan, Bruce Dern, Piper Laurie | Biografi, Drama, Kriminal                            | [ 52 ] [ 53 ]         |
| F E B R U A R I       | 7                     | Moa Martinson – Landsmodern                   | Sverige                                                                                         | Regi: Maj Wechselmann | Dokumentär                                           | [ 54 ]                |
| F E B R U A R I       | 8                     | Cold Pursuit                                  | Frankrike · USA · Norge                                                                         | Regi: Hans Petter Moland; Med: Liam Neeson, Tom Bateman, Tom Jackson, Emmy Rossum, Domenick Lombardozzi, Julia Jones, John Doman, Laura Dern | Action, Drama, Kriminal, Thriller                    | [ 55 ] [ 56 ]         |
| F E B R U A R I       | 8                     | Free Solo                                     | USA                                                                                             | Regi: Elizabeth Chai Vasarhelyi & Jimmy Chin | Dokumentär                                           | [ 57 ] [ 58 ]         |
| F E B R U A R I       | 8                     | If Beale Street Could Talk                    | USA                                                                                             | Regi: Barry Jenkins; Med: KiKi Layne, Stephan James, Colman Domingo, Teyonah Parris, Michael Beach, Dave Franco, Diego Luna, Pedro Pascal, Emily Rios, Ed Skrein, Finn Wittrock, Brian Tyree Henry, Regina King | Drama                                                | [ 59 ] [ 60 ]         |
| F E B R U A R I       | 8                     | Lego-filmen 2                                 | USA · Danmark · Norge · Australien                                                              | Regi: Mike Mitchell; Med: Chris Pratt, Elizabeth Banks, Tiffany Haddish, Will Arnett, Stephanie Beatriz, Charlie Day, Alison Brie, Nick Offerman, Maya Rudolph | Animerat, Action, Familj, Fantasy, Komedi, Äventyr   | [ 61 ] [ 62 ]         |
| F E B R U A R I       | 8                     | Leto                                          | Ryssland · Frankrike                                                                            | Regi: Kirill Serebrennikov; Med: Teo Yoo, Roman Bilyk, Irina Starshenbaum | Biografi, Musik, Romantik                            | [ 63 ] [ 64 ]         |
| F E B R U A R I       | 8                     | Mary Queen of Scots                           | Storbritannien                                                                                  | Regi: Josie Rourke; Med: Saoirse Ronan, Margot Robbie, Jack Lowden, Joe Alwyn, David Tennant, Guy Pearce | Biografi, Drama, Historik                            | [ 65 ] [ 66 ]         |
| F E B R U A R I       | 13                    | Alita: Battle Angel                           | Kanada · Argentina · USA                                                                        | Regi: Robert Rodríguez; Med: Rosa Salazar, Christoph Waltz, Jennifer Connelly, Mahershala Ali, Ed Skrein, Jackie Earle Haley, Keean Johnson | Sci-Fi                                               | [ 67 ] [ 68 ]         |
| F E B R U A R I       | 13                    | Olavi Virta – En oförglömlig röst             | Finland                                                                                         | Regi: Timo Koivusalo; Med: Lauri Tilkanen, Malla Malmivaara | Biografi, Drama                                      | [ 69 ] [ 70 ]         |
| F E B R U A R I       | 14                    | Eld & lågor                                   | Sverige                                                                                         | Regi: Måns Mårlind & Björn Stein; Med: Frida Gustavsson, Robert Gustafsson, Helena af Sandeberg, Edvin Endre, Pernilla August, Lennart Jähkel, Albin Grenholm | Drama, Romantik                                      | [ 71 ] [ 72 ]         |
| F E B R U A R I       | 14                    | Happy Death Day 2U                            | USA                                                                                             | Regi: Christopher Landon; Med: Jessica Rothe, Israel Broussard, Phi Vu, Suraj Sharma, Sarah Yarkin, Ruby Modine | Komedi, Mysterium, Skräck, Slasher, Thriller, Ungdom | [ 73 ] [ 74 ]         |
| F E B R U A R I       | 15                    | Ben Is Back                                   | USA                                                                                             | Regi: Peter Hedges; Med: Julia Roberts, Lucas Hedges, Courtney B. Vance, Kathryn Newton | Drama                                                | [ 75 ] [ 76 ]         |
| F E B R U A R I       | 15                    | Dogman                                        | Italien · Frankrike                                                                             | Regi: Matteo Garrone; Med: Marcello Fonte, Edoardo Pesce | Drama, Thriller                                      | [ 77 ] [ 78 ]         |
| F E B R U A R I       | 22                    | Draktränaren 3                                | USA                                                                                             | Regi: Dean DeBlois; Med: Jay Baruchel, America Ferrera, Cate Blanchett, Craig Ferguson, Jonah Hill, Kit Harington, T.J. Miller, Kristen Wiig, Christopher Mintz-Plasse, F. Murray Abraham, Gerard Butler | Animerat, Familj, Fantasy, Komedi, Äventyr           | [ 79 ] [ 80 ]         |
| F E B R U A R I       | 22                    | The Prodigy                                   | USA · Kanada · Hongkong                                                                         | Regi: Nicholas McCarthy; Med: Taylor Schilling, Colm Feore, Brittany Allen, Peter Mooney, Jackson Robert Scott, Olunike Adeliyi | Skräck, Thriller                                     | [ 81 ] [ 82 ]         |
| F E B R U A R I       | 22                    | Woman at War                                  | Island · Frankrike · Ukraina                                                                    | Regi: Benedikt Erlingsson; Med: Halldóra Geirharðsdóttir, Magnús Trygvason Eliassen, Omar Gudjonsson, Jóhann Sigurðarson | Action, Drama, Thriller                              | [ 83 ] [ 84 ]         |
| F E B R U A R I       | 27                    | Instant Family                                | USA                                                                                             | Regi: Sean Anders; Med: Mark Wahlberg, Rose Byrne, Isabela Moner, Margo Martindale, Julie Hagerty, Tig Notaro, Octavia Spencer | Drama, Komedi                                        | [ 85 ] [ 86 ]         |
| M A R S               | 1                     | Dumplin'                                      | USA                                                                                             | Regi: Anne Fletcher; Med: Jennifer Aniston, Danielle Macdonald | Komedi, Musikal                                      | [ 87 ] [ 88 ]         |
| M A R S               | 1                     | Holy Lands                                    | Frankrike · Belgien                                                                             | Regi: Amanda Sthers; Med: James Caan, Tom Hollander, Jonathan Rhys Meyers, Efrat Dor, Rosanna Arquette, Patrick Bruel | Drama                                                | [ 89 ] [ 90 ]         |
| M A R S               | 1                     | Kapernaum                                     | Libanon · Frankrike · USA                                                                       | Regi: Nadine Labaki; Med: Zain Al Rafeea, Yordanos Shiferaw, Boluwatife Treasure Bankole | Drama                                                | [ 91 ] [ 92 ]         |
| M A R S               | 1                     | Kungen av Atlantis                            | Sverige                                                                                         | Regi: Marina Nyström & Soni Jorgensen; Med: Happy Jankell, Simon Settergren, Philip Zandén | Drama, Komedi                                        | [ 93 ] [ 94 ]         |
| M A R S               | 1                     | Kursk                                         | Belgien · Luxemburg                                                                             | Regi: Thomas Vinterberg; Med: Matthias Schoenaerts, Léa Seydoux, Colin Firth, Peter Simonischek, August Diehl, Max von Sydow, Michael Nyqvist | Drama, Katastrof                                     | [ 95 ] [ 96 ]         |
| M A R S               | 6                     | Captain Marvel                                | USA                                                                                             | Regi: Anna Boden & Ryan Fleck; Med: Brie Larson, Samuel L. Jackson, Ben Mendelsohn, Djimon Hounsou, Lee Pace, Lashana Lynch, Gemma Chan, Annette Bening, Clark Gregg, Jude Law | Action, Sci-Fi, Äventyr                              | [ 97 ] [ 98 ]         |
| M A R S               | 8                     | En dag till att leva                          | Polen · Spanien · Tyskland · Belgien · Ungern                                                   | Regi: Raúl de la Fuente & Damian Nenow | Animerat, Biografi                                   | [ 99 ] [ 100 ]        |
| M A R S               | 8                     | En kvinna bland män                           | USA                                                                                             | Regi: Mimi Leder; Med: Felicity Jones, Armie Hammer, Justin Theroux, Sam Waterston, Kathy Bates | Biografi, Drama                                      | [ 101 ] [ 102 ]       |
| M A R S               | 8                     | Gloria Bell                                   | Chile · USA                                                                                     | Regi: Sebastián Lelio; Med: Julianne Moore, John Turturro, Michael Cera, Caren Pistorius, Brad Garrett, Jeanne Tripplehorn, Rita Wilson, Sean Astin, Holland Taylor | Drama, Romantik                                      | [ 103 ] [ 104 ]       |
| M A R S               | 8                     | Hamada                                        | Sverige                                                                                         | Regi: Eloy Domínguez Serén | Dokumentär                                           | [ 105 ] [ 106 ]       |
| M A R S               | 15                    | Alla vet                                      | Spanien · Frankrike · Italien                                                                   | Regi: Asghar Farhadi; Med: Javier Bardem, Penélope Cruz, Ricardo Darín, Bárbara Lennie | Drama, Thriller                                      | [ 107 ] [ 108 ]       |
| M A R S               | 15                    | Cold Case Hammarskjöld                        | Danmark · Sverige                                                                               | Regi: Mads Brügger | Dokumentär                                           | [ 109 ] [ 110 ]       |
| M A R S               | 15                    | The House That Jack Built                     | Danmark · Sverige                                                                               | Regi: Lars von Trier; Med: Matt Dillon, Bruno Ganz, Uma Thurman, Siobhan Fallon Hogan, Sofie Gråbøl, Riley Keough, Jeremy Davies | Drama, Psykologi, Skräck, Thriller                   | [ 111 ] [ 112 ]       |
| M A R S               | 15                    | Lucky One                                     | Sverige                                                                                         | Regi: Mia Engberg; Med: Olivier Loustau, Lorette Nyssen, Diana Rudychenko, Bruno La Brasca | Drama                                                | [ 113 ] [ 114 ]       |
| M A R S               | 15                    | Never Look Away                               | Tyskland · Italien                                                                              | Regi: Florian Henckel von Donnersmarck; Med: Tom Schilling, Sebastian Koch, Paula Beer | Drama                                                | [ 115 ] [ 116 ]       |
| M A R S               | 15                    | The Sisters Brothers                          | Frankrike · Spanien · Rumänien · Belgien · USA                                                  | Regi: Jacques Audiard; Med: John C. Reilly, Joaquin Phoenix, Jake Gyllenhaal, Riz Ahmed, Rutger Hauer | Western                                              | [ 117 ] [ 118 ]       |
| M A R S               | 15                    | Småkryp 2 – Äventyr i Karibien                | Frankrike · Kina                                                                                | Regi: Hélène Giraud & Thomas Szabo | Animerat, Familj                                     | [ 119 ] [ 120 ]       |
| M A R S               | 15                    | They Shall Not Grow Old                       | Storbritannien · Nya Zeeland                                                                    | Regi: Peter Jackson | Dokumentär                                           | [ 121 ] [ 122 ]       |
| M A R S               | 21                    | Till drömmarnas land                          | Sverige                                                                                         | Regi: Victor Lindgren; Med: Andreea Petre, Elin Marklund | Drama                                                | [ 123 ] [ 124 ]       |
| M A R S               | 22                    | Helan & Halvan                                | Storbritannien · Kanada                                                                         | Regi: Jon S. Baird; Med: Steve Coogan, John C. Reilly, Nina Arianda, Shirley Henderson, Danny Huston, Rufus Jones | Biografi, Drama, Historik, Komedi                    | [ 125 ] [ 126 ]       |
| M A R S               | 22                    | Sunset                                        | Ungern · Frankrike                                                                              | Regi: László Nemes; Med: Juli Jakab, Vlad Ivanov, Marcin Czarnik, Evelin Dobos, Judit Bárdos | Drama                                                | [ 127 ] [ 128 ]       |
| M A R S               | 22                    | Us                                            | USA                                                                                             | Regi: Jordan Peele; Med: Lupita Nyong'o, Winston Duke, Elisabeth Moss, Tim Heidecker, Yahya Abdul Mateen II, Anna Diop | Psykologi, Skräck, Thriller                          | [ 129 ] [ 130 ]       |
| M A R S               | 27                    | En heavy resa                                 | Finland · Norge · Belgien                                                                       | Regi: Juuso Laatio & Jukka Vidgren; Med: Johannes Holopainen, Max Ovaska, Minka Kuustonen | Komedi, Musik                                        | [ 131 ]               |
| M A R S               | 29                    | Den skyldige                                  | Danmark                                                                                         | Regi: Gustav Möller; Med: Jakob Cedergren, Jessica Dinnage, Omar Shargawi, Johan Olsen, Katinka Evers-Jahnsen | Drama, Kriminal, Thriller                            | [ 132 ] [ 133 ]       |
| M A R S               | 29                    | Dumbo                                         | USA                                                                                             | Regi: Tim Burton; Med: Colin Farrell, Michael Keaton, Danny DeVito, Eva Green, Alan Arkin | Drama, Familj, Fantasy, Äventyr                      | [ 134 ] [ 135 ]       |
| M A R S               | 29                    | Fighting with My Family                       | USA · Storbritannien                                                                            | Regi: Stephen Merchant; Med: Florence Pugh, Lena Headey, Nick Frost, Jack Lowden, Vince Vaughn, Dwayne Johnson | Biografi, Drama, Komedi, Sport                       | [ 136 ] [ 137 ]       |
| M A R S               | 29                    | Parning                                       | Sverige                                                                                         | Regi: Lina Maria Mannheimer; Med: Naomi Carter, Edvin Kempe | Dokumentär                                           | [ 138 ] [ 139 ]       |
| M A R S               | 29                    | Stupid Young Heart                            | Finland · Nederländerna · Sverige                                                               | Regi: Selma Vilhunen; Med: Jere Ristseppä, Pihla Viitala, Rosa Honkonen, Ville Haapasalo | Drama                                                | [ 140 ] [ 141 ]       |
| M A R S               | 29                    | Vincent van Gogh – Vid evighetens port        | USA · Frankrike · Storbritannien · Schweiz · Irland                                             | Regi: Julian Schnabel; Med: Willem Dafoe, Rupert Friend, Mads Mikkelsen, Mathieu Amalric, Emmanuelle Seigner, Oscar Isaac | Biografi, Drama                                      | [ 142 ] [ 143 ]       |
| A P R I L             | 3                     | Shazam!                                       | USA                                                                                             | Regi: David F. Sandberg; Med: Zachary Levi, Asher Angel, Mark Strong, Jack Dylan Grazer, Grace Fulton, Ian Chen, Jovan Armand, Faithe Herman, Cooper Andrews, Marta Milans, Djimon Hounsou | Action, Komedi, Sci-Fi, Superhjälte, Äventyr         | [ 144 ] [ 145 ]       |
| A P R I L             | 5                     | Fågelfångarens son                            | Sverige · Färöarna · Danmark                                                                    | Regi: Richard Hobert; Med: Sébastien Courivaud, Vígdis Eliesersdóttir Hentze Bjørck, Rudi Køhnke, Livia Millhagen, Jørgen Langhelle, Hedda Rehnberg | Drama                                                | [ 146 ] [ 147 ]       |
| A P R I L             | 5                     | The heart is a drum                           | Sverige                                                                                         | Regi: Jacob Frössén | Dokumentär, Musik                                    | [ 148 ]               |
| A P R I L             | 5                     | Jurtjyrkogården                               | USA                                                                                             | Regi: Kevin Kölsch & Dennis Widmyer; Med: Jason Clarke, Amy Seimetz, John Lithgow | Skräck                                               | [ 149 ] [ 150 ]       |
| A P R I L             | 5                     | Varda av Agnès                                | Frankrike                                                                                       | Regi: Agnès Varda & Didier Rouget; Med: Agnès Varda | Dokumentär                                           | [ 151 ] [ 152 ]       |
| A P R I L             | 12                    | After                                         | USA                                                                                             | Regi: Jenny Gage; Med: Josephine Langford, Hero Fiennes Tiffin | Drama, Romantik                                      | [ 153 ] [ 154 ]       |
| A P R I L             | 12                    | Asterix: Den magiska drycken                  | Frankrike                                                                                       | Regi: Alexandre Astier & Louis Clichy; Med: Christian Clavier, Florence Foresti, Elie Semoun, François Morel, Alexandre Astier, Lionnel Astier | Animerat, Familj, Komedi, Äventyr                    | [ 155 ] [ 156 ]       |
| A P R I L             | 12                    | Claire Darling                                | Frankrike                                                                                       | Regi: Julie Bertuccelli; Med: Catherine Deneuve, Chiara Mastroianni, Samir Guesmi, Alice Taglioni, Laure Calamy | Drama                                                | [ 157 ] [ 158 ]       |
| A P R I L             | 12                    | Drömparken                                    | USA · Spanien                                                                                   | Regi: Dylan Brown; Med: Brianna Denski, Matthew Broderick, Jennifer Garner, Kenan Thompson, Ken Jeong, Mila Kunis, John Oliver, Kath Soucie, David Cross, Ken Hudson Campbell, Norbert Leo Butz, Kevin Chamberlin | Animerat, Komedi, Ungdom, Äventyr                    | [ 159 ] [ 160 ]       |
| A P R I L             | 12                    | Hellboy                                       | USA                                                                                             | Regi: Neil Marshall; Med: David Harbour, Milla Jovovich, Ian McShane, Sasha Lane, Daniel Dae Kim | Action, Fantasy, Superhjälte                         | [ 161 ] [ 162 ]       |
| A P R I L             | 12                    | Mellan raderna                                | Frankrike                                                                                       | Regi: Olivier Assayas; Med: Guillaume Canet, Juliette Binoche, Vincent Macaigne, Nora Hamzawi, Christa Théret, Pascal Greggory | Drama, Komedi, Romantik                              | [ 163 ] [ 164 ]       |
| A P R I L             | 12                    | Mid90s                                        | USA                                                                                             | Regi: Jonah Hill; Med: Sunny Suljic, Lucas Hedges, Na-kel Smith, Olan Prenatt, Gio Galicia, Ryder McLaughlin, Alexa Demie, Katherine Waterston | Drama, Komedi, Ungdom                                | [ 165 ] [ 166 ]       |
| A P R I L             | 12                    | Ovan Babylon                                  | Sverige                                                                                         | Regi: Folke Rydén | Dokumentär                                           | [ 167 ] [ 168 ]       |
| A P R I L             | 17                    | The Curse of La Llorona                       | USA                                                                                             | Regi: Michael Chaves; Med: Linda Cardellini, Raymond Cruz, Patricia Velásquez | Skräck, Thriller                                     | [ 169 ] [ 170 ]       |
| A P R I L             | 17                    | Transnistra                                   | Sverige · Danmark · Belgien                                                                     | Regi: Anna Eborn | Dokumentär                                           | [ 171 ] [ 172 ]       |
| A P R I L             | 19                    | Arctic                                        | Island                                                                                          | Regi: Joe Penna; Med: Mads Mikkelsen | Drama                                                | [ 173 ] [ 174 ]       |
| A P R I L             | 19                    | Birds of Passage                              | Colombia                                                                                        | Regi: Cristina Gallego & Ciro Guerra; Med: Carmiña Martínez, Natalia Reyes, José Acosta | Drama                                                | [ 175 ] [ 176 ]       |
| A P R I L             | 19                    | Den siste gentlemannen                        | USA                                                                                             | Regi: David Lowery; Med: Robert Redford, Casey Affleck, Danny Glover, Tika Sumpter, Tom Waits, Sissy Spacek | Biografi, Kriminal, Romantik                         | [ 177 ] [ 178 ]       |
| A P R I L             | 24                    | Avengers: Endgame                             | USA                                                                                             | Regi: Bröderna Russo; Med: Robert Downey Jr., Chris Evans, Mark Ruffalo, Chris Hemsworth, Scarlett Johansson, Jeremy Renner, Don Cheadle, Paul Rudd, Brie Larson, Karen Gillan, Danai Gurira, Benedict Wong, Jon Favreau, Bradley Cooper, Gwyneth Paltrow, Josh Brolin | Action, Fantasy, Sci-Fi, Superhjälte, Äventyr        | [ 179 ] [ 180 ]       |
| A P R I L             | 26                    | Greta                                         | Irland · USA                                                                                    | Regi: Neil Jordan; Med: Isabelle Huppert, Chloë Grace Moretz, Maika Monroe, Colm Feore, Stephen Rea | Drama, Psykologi, Thriller                           | [ 181 ] [ 182 ]       |
| A P R I L             | 26                    | Hjärter dam                                   | Danmark · Sverige                                                                               | Regi: May el-Toukhy; Med: Trine Dyrholm, Magnus Krepper, Gustav Lindh | Drama                                                | [ 183 ] [ 184 ]       |
| A P R I L             | 26                    | The Man Who Killed Don Quixote                | Spanien · Belgien · Frankrike · Storbritannien · Portugal                                       | Regi: Terry Gilliam; Med: Adam Driver, Jonathan Pryce, Stellan Skarsgård, Olga Kurylenko, Joana Ribeiro | Komedi, Äventyr                                      | [ 185 ] [ 186 ]       |
| A P R I L             | 26                    | Pearl                                         | Frankrike · Schweiz                                                                             | Regi: Elsa Amiel; Med: Julia Föry, Peter Mullan, Arieh Worthalter, Agata Buzek, Vidal Arzoni | Drama                                                | [ 187 ] [ 188 ]       |
| M A J                 | 3                     | The Intruder                                  | USA                                                                                             | Regi: Deon Taylor; Med: Michael Ealy, Meagan Good, Dennis Quaid | Psykologi, Thriller                                  | [ 189 ] [ 190 ]       |
| M A J                 | 3                     | Long Shot                                     | USA                                                                                             | Regi: Jonathan Levine; Med: Seth Rogen, Charlize Theron, O'Shea Jackson Jr., Andy Serkis, June Diane Raphael, Bob Odenkirk, Alexander Skarsgård | Komedi, Romantik                                     | [ 191 ] [ 192 ]       |
| M A J                 | 3                     | När livet vänder                              | Belgien · Frankrike                                                                             | Regi: Guillaume Senez; Med: Romain Duris, Laure Calamy, Laetitia Dosch, Lucie Debay | Drama, Komedi                                        | [ 193 ] [ 194 ]       |
| M A J                 | 3                     | Red Joan                                      | Storbritannien                                                                                  | Regi: Trevor Nunn; Med: Sophie Cookson, Stephen Campbell Moore, Tom Hughes, Judi Dench | Drama                                                | [ 195 ] [ 196 ]       |
| M A J                 | 3                     | Säsong                                        | Sverige                                                                                         | Regi: John Skoog; Med: Agnieszka Podsiadlik, Billie Åstrand, Aron Skoog | Drama                                                | [ 197 ] [ 198 ]       |
| M A J                 | 3                     | Teen Spirit                                   | Storbritannien · USA                                                                            | Regi: Max Minghella; Med: Elle Fanning, Rebecca Hall, Zlatko Buric | Drama, Musik                                         | [ 199 ] [ 200 ]       |
| M A J                 | 8                     | Pokémon: Detective Pikachu                    | USA · Japan                                                                                     | Regi: Rob Letterman; Med: Ryan Reynolds, Justice Smith, Kathryn Newton, Suki Waterhouse, Omar Chaparro, Chris Geere, Ken Watanabe, Bill Nighy | Action, Komedi, Mysterium, Äventyr                   | [ 201 ] [ 202 ]       |
| M A J                 | 10                    | Amundsen                                      | Norge · Sverige · Tjeckien                                                                      | Regi: Espen Sandberg; Med: Pål Sverre Hagen, Christian Rubeck, Katherine Waterston | Drama                                                | [ 203 ] [ 204 ]       |
| M A J                 | 10                    | El Ángel                                      | Argentina · Spanien                                                                             | Regi: Luis Ortega; Med: Cecilia Roth, Luis Gnecco, Mercedes Morán, Peter Lanzani, Chino Darín | Biografi, Drama, Kriminal                            | [ 205 ] [ 206 ]       |
| M A J                 | 10                    | Hjärtelandet                                  | Danmark · Sverige · Nederländerna · Thailand                                                    | Regi: Janus Metz & Sine Plambech | Dokumentär                                           | [ 207 ] [ 208 ]       |
| M A J                 | 10                    | The Hole in the Ground                        | Irland                                                                                          | Regi: Lee Cronin; Med: Seána Kerslake, James Cosmo, Simone Kirby, Steve Wall, James Quinn Markey | Skräck                                               | [ 209 ] [ 210 ]       |
| M A J                 | 10                    | UglyDolls                                     | Kanada · USA · Kina                                                                             | Regi: Kelly Asbury; Med: Kelly Clarkson, Nick Jonas, Janelle Monáe, Blake Shelton, Wang Leehom, Pitbull, Wanda Sykes, Gabriel Iglesias, Emma Roberts, Bebe Rexha, Charli XCX, Lizzo | Animerat, Familj, Komedi, Musikal                    | [ 211 ] [ 212 ]       |
| M A J                 | 12                    | Raggarjävlar                                  | Sverige                                                                                         | Regi: Sebastian Ringler | Dokumentär                                           | [ 213 ] [ 214 ]       |
| M A J                 | 15                    | John Wick: Chapter 3 – Parabellum             | USA                                                                                             | Regi: Chad Stahelski; Med: Keanu Reeves, Laurence Fishburne, Mark Dacascos, Asia Kate Dillon, Lance Reddick, Anjelica Huston, Ian McShane, Halle Berry | Action, Thriller                                     | [ 215 ] [ 216 ]       |
| M A J                 | 17                    | The Hustle                                    | USA                                                                                             | Regi: Chris Addison; Med: Anne Hathaway, Rebel Wilson, Alex Sharp, Dean Norris | Komedi                                               | [ 217 ] [ 218 ]       |
| M A J                 | 17                    | Sonja                                         | Norge · Sverige                                                                                 | Regi: Anne Sewitsky; Med: Ine Marie Wilmann, Valene Kane, Eldar Skar | Biografi, Drama                                      | [ 219 ] [ 220 ]       |
| M A J                 | 17                    | Willy & monsterplaneten                       | Frankrike                                                                                       | Regi: Eric Tosti; Med: Timothé Vom Dorp, Edouard Baer | Animerat, Familj, Komedi, Äventyr                    | [ 221 ] [ 222 ]       |
| M A J                 | 17                    | Yao                                           | Frankrike · Senegal                                                                             | Regi: Philippe Godeau; Med: Omar Sy, Lionel Louis Basse, Fatoumata Diawara | Drama, Komedi                                        | [ 223 ] [ 224 ]       |
| M A J                 | 22                    | Aladdin                                       | USA                                                                                             | Regi: Guy Ritchie; Med: Will Smith, Mena Massoud, Naomi Scott, Marwan Kenzari, Navid Negahban, Nasim Pedrad, Billy Magnussen, Numan Acar | Drama, Fantasy, Komedi, Musikal, Romantik, Äventyr   | [ 225 ] [ 226 ]       |
| M A J                 | 24                    | Brightburn                                    | USA                                                                                             | Regi: David Yarovesky; Med: Elizabeth Banks, David Denman, Jackson A. Dunn, Matt Jones, Meredith Hagner | Sci-Fi, Skräck, Superhjälte, Thriller                | [ 227 ] [ 228 ]       |
| M A J                 | 24                    | Fabriken                                      | Ryssland · Frankrike · Armenien                                                                 | Regi: Yuriy Bykov; Med: Denis Shvedov, Andrey Smolyakov, Vladislav Abashin, Ivan Yankovskiy, Aleksandr Bukharov | Kriminal, Thriller                                   | [ 229 ] [ 230 ]       |
| M A J                 | 29                    | Godzilla II: King of the Monsters             | USA · Japan                                                                                     | Regi: Michael Dougherty; Med: Kyle Chandler, Vera Farmiga, Millie Bobby Brown, Bradley Whitford, Sally Hawkins, Charles Dance, Thomas Middleditch, O'Shea Jackson Jr., Ken Watanabe, Zhang Ziyi | Action, Sci-Fi, Äventyr                              | [ 231 ] [ 232 ]       |
| M A J                 | 29                    | Rocketman                                     | USA · Storbritannien                                                                            | Regi: Dexter Fletcher; Med: Taron Egerton, Jamie Bell, Richard Madden, Bryce Dallas Howard | Biografi, Drama, Musikal                             | [ 233 ] [ 234 ]       |
| M A J                 | 31                    | Fenix                                         | Norge · Sverige                                                                                 | Regi: Camilla Strøm Henriksen; Med: Maria Bonnevie, Sverrir Gudnason, Ylva Bjørkaas Thedin, Casper Falck-Løvås | Drama                                                | [ 235 ] [ 236 ]       |
| M A J                 | 31                    | Ma                                            | USA                                                                                             | Regi: Tate Taylor; Med: Octavia Spencer | Psykologi, Skräck, Thriller                          | [ 237 ] [ 238 ]       |
| M A J                 | 31                    | Night Comes On                                | USA                                                                                             | Regi: Jordana Spiro; Med: Dominique Fishback, John Earl Jelks, Max Casella, James McDaniel, Tatum Marilyn Hall | Drama                                                | [ 239 ] [ 240 ]       |
| J U N I               | 5                     | Husdjurens hemliga liv 2                      | USA · Frankrike · Japan                                                                         | Regi: Chris Renaud; Med: Patton Oswalt, Eric Stonestreet, Kevin Hart, Jenny Slate, Ellie Kemper, Lake Bell, Dana Carvey, Hannibal Buress, Bobby Moynihan, Albert Brooks, Tiffany Haddish, Nick Kroll, Pete Holmes, Harrison Ford | Animerat, Familj, Fantasy, Komedi                    | [ 241 ] [ 242 ]       |
| J U N I               | 5                     | X-Men: Dark Phoenix                           | USA                                                                                             | Regi: Simon Kinberg; Med: James McAvoy, Michael Fassbender, Jennifer Lawrence, Nicholas Hoult, Sophie Turner, Tye Sheridan, Alexandra Shipp, Kodi Smit-McPhee, Evan Peters, Jessica Chastain | Action, Sci-Fi, Superhjälte, Äventyr                 | [ 243 ] [ 244 ]       |
| J U N I               | 7                     | Why Are We Creative?                          | Tyskland                                                                                        | Regi: Hermann Vaske; Med: Marina Abramović, Ai Weiwei, Mariya Alyokhina, Laurie Anderson, Nobuyoshi Araki, Blixa Bargeld, Björk, Bono, David Bowie, Nick Cave, Dalai lama, Stephen Hawking, Damien Hirst, Angelina Jolie, Takeshi Kitano, Diane Kruger, David Lynch, Nelson Mandela, George R.R. Martin, Yoko Ono, Jimmy Page, Neo Rauch, Julian Schnabel, Quentin Tarantino, Peter Ustinov, Wim Wenders, Vivienne Westwood, Yohji Yamamoto, Slavoj Zizek | Dokumentär                                           | [ 245 ] [ 246 ]       |
| J U N I               | 14                    | Five Feet Apart                               | USA                                                                                             | Regi: Justin Baldoni; Med: Haley Lu Richardson, Cole Sprouse, Moisés Arias | Drama, Romantik, Ungdom                              | [ 247 ] [ 248 ]       |
| J U N I               | 14                    | Hotel Mumbai                                  | Australien · USA · Indien                                                                       | Regi: Anthony Maras; Med: Dev Patel, Armie Hammer, Nazanin Boniadi, Tilda Cobham-Hervey, Anupam Kher, Jason Isaacs | Drama, Kriminal, Thriller                            | [ 249 ] [ 250 ]       |
| J U N I               | 14                    | Men in Black: International                   | USA · Kina · Storbritannien                                                                     | Regi: F. Gary Gray; Med: Chris Hemsworth, Tessa Thompson, Rebecca Ferguson, Kumail Nanjiani, Rafe Spall, Laurent Bourgeois, Larry Bourgeois, Emma Thompson, Liam Neeson | Action, Komedi, Sci-Fi                               | [ 251 ] [ 252 ]       |
| J U N I               | 14                    | A Music Story                                 | Sverige                                                                                         | Regi: Anna Maria Jóakimsdóttir Hutri, Roger Westberg & Anders Widmark; Med: Victoria Rönnefall, Anders Widmark, Claes Malmberg, Jan Malmsjö, Helen Sjöholm, Ace Wilder | Musik                                                | [ 253 ]               |
| J U N I               | 14                    | Mysteriet om herr Länk                        | USA · Kanada                                                                                    | Regi: Chris Butler; Med: Hugh Jackman, Zoë Saldaña, Emma Thompson, Stephen Fry, David Walliams, Timothy Olyphant, Matt Lucas, Amrita Acharia, Zach Galifianakis | Animerat, Familj, Komedi, Äventyr                    | [ 254 ] [ 255 ]       |
| J U N I               | 19                    | Booksmart                                     | USA                                                                                             | Regi: Olivia Wilde; Med: Kaitlyn Dever, Beanie Feldstein, Jessica Williams, Lisa Kudrow, Will Forte, Jason Sudeikis | Komedi, Ungdom                                       | [ 256 ] [ 257 ]       |
| J U N I               | 20                    | Child's Play                                  | USA · Frankrike · Kanada                                                                        | Regi: Lars Klevberg; Med: Aubrey Plaza, Gabriel Bateman, Brian Tyree Henry, Mark Hamill | Skräck                                               | [ 258 ] [ 259 ]       |
| J U N I               | 26                    | Annabelle Comes Home                          | USA                                                                                             | Regi: Gary Dauberman; Med: Mckenna Grace, Madison Iseman, Katie Sarife, Patrick Wilson, Vera Farmiga | Mysterium, Skräck, Thriller                          | [ 260 ] [ 261 ]       |
| J U N I               | 28                    | Blinky Bill filmen                            | Australien · USA                                                                                | Regi: Deane Taylor; Med: Ryan Kwanten, Rufus Sewell, Toni Collette, David Wenham, Deborah Mailman, Richard Roxburgh, Robin McLeavy, Barry Otto, Barry Humphries | Animerat, Familj, Fantasy, Komedi, Äventyr           | [ 262 ] [ 263 ]       |
| J U N I               | 28                    | Rött kort                                     | Iran                                                                                            | Regi: Soheil Beiraghi; Med: Amir Jadidi, Baran Kosari, Hoda Zeinolabedin, Leili Rashidi, Sahar Dolatshahi | Drama, Sport                                         | [ 264 ] [ 265 ]       |
| J U N I               | 28                    | Yesterday                                     | Storbritannien                                                                                  | Regi: Danny Boyle; Med: Himesh Patel, Lily James, Ed Sheeran, Kate McKinnon | Fantasy, Komedi, Musik, Romantik                     | [ 266 ] [ 267 ]       |
| J U L I               | 3                     | Ankdammen                                     | Sverige                                                                                         | Regi: Robert Andersson; Med: Zardasht Rad, Victor von Schirach, Kristoffer Pettersson, Ellen Bergström, Thomas Hedengran, Ariana Lleshaj, Jannike Grut, Morten Løvstrøm Olsen, Leif Andrée, Sara Sommerfeld, Amanda Renberg | Komedi                                               | [ 268 ] [ 269 ]       |
| J U L I               | 3                     | Spider-Man: Far From Home                     | USA                                                                                             | Regi: Jon Watts; Med: Tom Holland, Samuel L. Jackson, Zendaya, Cobie Smulders, Jon Favreau, J.B. Smoove, Jacob Batalon, Martin Starr, Marisa Tomei, Jake Gyllenhaal | Action, Sci-Fi, Superhjälte, Ungdom, Äventyr         | [ 270 ] [ 271 ]       |
| J U L I               | 5                     | Diego Maradona                                | Storbritannien                                                                                  | Regi: Asif Kapadia; Med: Diego Maradona | Dokumentär                                           | [ 272 ] [ 273 ]       |
| J U L I               | 5                     | Klara Ko och äppeltjuven                      | Norge                                                                                           | Regi: Lise I. Osvoll | Animerat, Familj                                     | [ 274 ] [ 275 ]       |
| J U L I               | 5                     | Stockholm                                     | USA · Kanada                                                                                    | Regi: Robert Budreau; Med: Ethan Hawke, Noomi Rapace, Mark Strong, Christopher Heyerdahl, Bea Santos, Thorbjorn Harr, John Ralston | Biografi, Drama, Komedi, Kriminal, Thriller          | [ 276 ] [ 277 ]       |
| J U L I               | 10                    | Midsommar                                     | USA · Sverige                                                                                   | Regi: Ari Aster; Med: Florence Pugh, Jack Reynor, William Jackson Harper, Vilhelm Blomgren, Will Poulter | Skräck                                               | [ 278 ] [ 279 ]       |
| J U L I               | 12                    | Sir                                           | Indien · Frankrike                                                                              | Regi: Rohena Gera; Med: Tillotama Shome, Vivek Gomber | Drama, Romantik                                      | [ 280 ] [ 281 ]       |
| J U L I               | 12                    | Tell It to the Bees                           | Storbritannien                                                                                  | Regi: Annabel Jankel; Med: Anna Paquin, Holliday Grainger, Emun Elliott, Kate Dickie, Lauren Lyle | Drama, Romantik                                      | [ 282 ] [ 283 ]       |
| J U L I               | 17                    | Lejonkungen                                   | USA                                                                                             | Regi: Jon Favreau; Med: Donald Glover, Seth Rogen, Chiwetel Ejiofor, Billy Eichner, John Oliver, Keegan-Michael Key, Beyoncé, James Earl Jones | Drama, Fantasy, Musikal, Äventyr                     | [ 284 ] [ 285 ]       |
| J U L I               | 19                    | The Hummingbird Project                       | Kanada · Belgien                                                                                | Regi: Kim Nguyen; Med: Jesse Eisenberg, Alexander Skarsgård, Salma Hayek, Michael Mando | Drama, Thriller                                      | [ 286 ] [ 287 ]       |
| J U L I               | 19                    | Polaroid                                      | USA · Norge · Kanada                                                                            | Regi: Lars Klevberg; Med: Kathryn Prescott, Grace Zabriskie, Samantha Logan, Tyler Young, Javier Botet, Katie Stevens, Madelaine Petsch, Priscilla Quintana, Davi Santos, Keenan Tracey, Mitch Pileggi | Skräck, Ungdom                                       | [ 288 ] [ 289 ]       |
| J U L I               | 24                    | Crawl                                         | USA                                                                                             | Regi: Alexandre Aja; Med: Kaya Scodelario, Barry Pepper | Katastrof, Skräck, Thriller                          | [ 290 ] [ 291 ]       |
| J U L I               | 24                    | DanMachi: Arrow of the Orion                  | Japan                                                                                           | Regi: Katsushi Sakurabi | Anime                                                | [ 292 ]               |
| J U L I               | 26                    | Diamantino                                    | Portugal · Frankrike · Brasilien                                                                | Regi: Gabriel Abrantes & Daniel Schmidt; Med: Carloto Cotta, Cleo Tavares, Anabela Moreira, Margarida Moreira, Carla Maciel, Chico Chapas | Drama, Fantasy, Komedi, Sci-Fi                       | [ 293 ] [ 294 ]       |
| J U L I               | 26                    | Miraï, min lillasyster                        | Japan                                                                                           | Regi: Mamoru Hosoda | Anime, Drama, Familj                                 | [ 295 ] [ 296 ]       |
| J U L I               | 26                    | Ut och stjäla hästar                          | Norge · Sverige · Danmark                                                                       | Regi: Hans Petter Moland; Med: Stellan Skarsgård, Bjørn Floberg, Tobias Santelmann, Danica Curcic, Pål Sverre Hagen, Gard B. Eidsvold, Jon Ranes | Drama                                                | [ 297 ] [ 298 ]       |
| A U G U S T I         | 2                     | Carmen & Lola                                 | Spanien                                                                                         | Regi: Arantxa Echevarría; Med: Moreno Borja, Carolina Yuste, Rosy Rodríguez, Zaira Morales, Rafaela León | Drama                                                | [ 299 ] [ 300 ]       |
| A U G U S T I         | 2                     | Fast & Furious: Hobbs & Shaw                  | USA                                                                                             | Regi: David Leitch; Med: Dwayne Johnson, Jason Statham, Idris Elba, Vanessa Kirby, Eiza González, Cliff Curtis, Helen Mirren | Action, Äventyr                                      | [ 301 ] [ 302 ]       |
| A U G U S T I         | 2                     | Poms – Dansa för livet                        | USA · Storbritannien                                                                            | Regi: Zara Hayes; Med: Diane Keaton, Jacki Weaver, Pam Grier, Celia Weston, Alisha Boe, Phyllis Somerville, Charlie Tahan, Bruce McGill, Rhea Perlman | Komedi                                               | [ 303 ] [ 304 ]       |
| A U G U S T I         | 2                     | The Tomorrow Man                              | USA                                                                                             | Regi: Noble Jones; Med: John Lithgow, Blythe Danner, Derek Cecil, Katie Aselton, Sophie Thatcher, Eve Harlow | Drama                                                | [ 305 ] [ 306 ]       |
| A U G U S T I         | 9                     | The Angry Birds Movie 2                       | USA · Finland                                                                                   | Regi: Thurop Van Orman; Med: Jason Sudeikis, Josh Gad, Leslie Jones, Bill Hader, Rachel Bloom, Awkwafina, Sterling K. Brown, Eugenio Derbez, Danny McBride, Peter Dinklage | Animerat, Familj, Komedi                             | [ 307 ] [ 308 ]       |
| A U G U S T I         | 9                     | I trygga händer                               | Frankrike · Belgien                                                                             | Regi: Jeanne Herry; Med: Sandrine Kiberlain, Gilles Lellouche, Élodie Bouchez | Drama                                                | [ 309 ] [ 310 ]       |
| A U G U S T I         | 9                     | Scary Stories to Tell in the Dark             | USA · Kanada                                                                                    | Regi: André Øvredal; Med: Zoe Colletti, Michael Garza, Gabriel Rush, Austin Zajur, Natalie Ganzhorn, Austin Abrams, Dean Norris, Gil Bellows, Lorraine Toussaint | Skräck                                               | [ 311 ] [ 312 ]       |
| A U G U S T I         | 14                    | Good Boys                                     | USA                                                                                             | Regi: Gene Stupnitsky; Med: Jacob Tremblay, Keith L. Williams, Brady Noon, Molly Gordon, Lil Rel Howery, Midori Francis | Komedi, Ungdom, Äventyr                              | [ 313 ] [ 314 ]       |
| A U G U S T I         | 16                    | Fisherman's Friends                           | Storbritannien                                                                                  | Regi: Chris Foggin; Med: Daniel Mays, James Purefoy, David Hayman, Dave Johns, Sam Swainsbury, Tuppence Middleton, Noel Clarke | Biografi, Drama, Komedi                              | [ 315 ] [ 316 ]       |
| A U G U S T I         | 16                    | Flykten från DDR                              | Tyskland                                                                                        | Regi: Michael Herbig; Med: Friedrich Mücke, Karoline Schuch, David Kross, Alicia von Rittberg, Thomas Kretschmann | Drama                                                | [ 317 ] [ 318 ]       |
| A U G U S T I         | 16                    | Inna de Yard                                  | Frankrike                                                                                       | Regi: Peter Webber; Med: Ken Boothe, Kiddus I, Jah9, Winston McAnuff, Judy Mowatt, Cedric Myton, Lloyd Parks | Dokumentär, Musik                                    | [ 319 ] [ 320 ]       |
| A U G U S T I         | 16                    | Once Upon a Time in Hollywood                 | USA · Storbritannien                                                                            | Regi: Quentin Tarantino; Med: Leonardo DiCaprio, Brad Pitt, Margot Robbie, Emile Hirsch, Margaret Qualley, Timothy Olyphant, Austin Butler, Dakota Fanning, Bruce Dern, Al Pacino | Drama, Komedi                                        | [ 321 ] [ 322 ]       |
| A U G U S T I         | 16                    | Tel Aviv on Fire                              | Israel · Luxemburg · Belgien · Frankrike                                                        | Regi: Sameh Zoabi; Med: Kais Nashef | Drama, Komedi                                        | [ 323 ] [ 324 ]       |
| A U G U S T I         | 23                    | Amazing Grace                                 | USA                                                                                             | Regi: Alan Elliott & Sydney Pollack; Med: Aretha Franklin | Dokumentär,Musik                                     | [ 325 ] [ 326 ]       |
| A U G U S T I         | 23                    | Angel Has Fallen                              | USA                                                                                             | Regi: Ric Roman Waugh; Med: Gerard Butler, Morgan Freeman, Jada Pinkett Smith, Lance Reddick, Tim Blake Nelson, Piper Perabo, Nick Nolte, Danny Huston | Action, Thriller                                     | [ 327 ] [ 328 ]       |
| A U G U S T I         | 23                    | Apollo 11                                     | USA                                                                                             | Regi: Todd Douglas Miller; Med: Edwin Aldrin, Neil Armstrong, Michael Collins, Charles Duke, Bruce McCandless | Dokumentär                                           | [ 329 ] [ 330 ]       |
| A U G U S T I         | 23                    | De osynliga                                   | Frankrike                                                                                       | Regi: Louis-Julien Petit; Med: Audrey Lamy, Corinne Masiero, Noémie Lvovsky, Déborah Lukumuena | Drama, Komedi                                        | [ 331 ] [ 332 ]       |
| A U G U S T I         | 23                    | Koko-di koko-da                               | Sverige · Danmark                                                                               | Regi: Johannes Nyholm; Med: Leif Edlund, Ylva Gallon, Peter Belli | Komedi, Skräck                                       | [ 333 ] [ 334 ]       |
| A U G U S T I         | 23                    | Late Night                                    | USA                                                                                             | Regi: Nisha Ganatra; Med: Emma Thompson, Mindy Kaling, Max Casella, Hugh Dancy, John Lithgow, Denis O'Hare, Reid Scott, Amy Ryan | Drama, Komedi                                        | [ 335 ] [ 336 ]       |
| A U G U S T I         | 23                    | Ready or Not                                  | USA                                                                                             | Regi: Matt Bettinelli-Olpin & Tyler Gillett; Med: Samara Weaving, Adam Brody, Mark O'Brien, Henry Czerny, Andie MacDowell | Komedi, Skräck, Thriller                             | [ 337 ] [ 338 ]       |
| A U G U S T I         | 30                    | 438 dagar                                     | Sverige                                                                                         | Regi: Jesper Ganslandt; Med: Gustaf Skarsgård, Matias Varela | Biografi, Drama                                      | [ 339 ] [ 340 ]       |
| A U G U S T I         | 30                    | The Dead Don't Die                            | USA                                                                                             | Regi: Jim Jarmusch; Med: Bill Murray, Adam Driver, Tilda Swinton, Chloë Sevigny, Steve Buscemi, Danny Glover, Caleb Landry Jones, Rosie Perez, Iggy Pop, Sara Driver, RZA, Carol Kane, Selena Gomez, Tom Waits | Komedi, Skräck                                       | [ 341 ] [ 342 ]       |
| A U G U S T I         | 30                    | Edie                                          | Storbritannien                                                                                  | Regi: Simon Hunter; Med: Sheila Hancock, Kevin Guthrie, Paul Brannigan, Amy Manson, Wendy Morgan | Drama                                                | [ 343 ] [ 344 ]       |
| A U G U S T I         | 30                    | Toy Story 4                                   | USA                                                                                             | Regi: Josh Cooley; Med: Tom Hanks, Tim Allen, Annie Potts, Joan Cusack, Blake Clark, Wallace Shawn, John Ratzenberger, Estelle Harris, Jodi Benson, Michael Keaton, Jeff Pidgeon, Kristen Schaal, Bonnie Hunt, Timothy Dalton, Jeff Garlin, Laurie Metcalf, Lori Alan, Tony Hale, Keegan-Michael Key, Jordan Peele | Animerat, Komedi, Äventyr                            | [ 345 ] [ 346 ]       |
| S E P T E M B E R     | 2                     | Push                                          | Sverige · Kanada · Tyskland · Finland · Norge                                                   | Regi: Fredrik Gertten | Dokumentär                                           | [ 347 ] [ 348 ]       |
| S E P T E M B E R     | 6                     | Brevbäraren som byggde ett palats             | Frankrike · Belgien                                                                             | Regi: Nils Tavernier; Med: Natacha Lindinger, Bernard Le Coq, Florence Thomassin, Melanie Baxter-Jones | Biografi, Drama                                      | [ 349 ] [ 350 ]       |
| S E P T E M B E R     | 6                     | Could This Be You?                            | Sverige                                                                                         | Regi: Agnieszka Lukasiak | Dokumentär                                           | [ 351 ] [ 352 ]       |
| S E P T E M B E R     | 6                     | Det: Kapitel 2                                | USA                                                                                             | Regi: Andy Muschietti; Med: James McAvoy, Jessica Chastain, Bill Hader, Jay Ryan, Isaiah Mustafa, James Ransone, Andy Bean, Bill Skarsgård | Skräck, Thriller                                     | [ 353 ] [ 354 ]       |
| S E P T E M B E R     | 6                     | Hasse & Tage – en kärlekshistoria             | Sverige                                                                                         | Regi: Jane Magnusson; Med: Hans Alfredson, Tage Danielsson | Dokumentär                                           | [ 355 ] [ 356 ]       |
| S E P T E M B E R     | 6                     | Wild Rose                                     | Storbritannien                                                                                  | Regi: Tom Harper; Med: Jessie Buckley, Sophie Okonedo, Julie Walters | Drama, Musik                                         | [ 357 ] [ 358 ]       |
| S E P T E M B E R     | 13                    | And Then We Danced                            | Sverige · Georgien                                                                              | Regi: Levan Akin; Med: Levan Gelbakhiani, Bachi Valishvili, Ana Javakishvili | Drama                                                | [ 359 ] [ 360 ]       |
| S E P T E M B E R     | 13                    | Downton Abbey                                 | Storbritannien                                                                                  | Regi: Michael Engler; Med: Hugh Bonneville, Jim Carter, Michelle Dockery, Elizabeth McGovern, Maggie Smith, Imelda Staunton, Penelope Wilton | Drama, Historik                                      | [ 361 ] [ 362 ]       |
| S E P T E M B E R     | 13                    | Felix på vilda äventyr                        | Kina                                                                                            | Regi: Gary Wang | Animerat, Familj                                     | [ 363 ] [ 364 ]       |
| S E P T E M B E R     | 13                    | Max & Maja på det magiska museet              | Tjeckien                                                                                        | Regi: Martin Kotík | Animerat, Familj, Äventyr                            | [ 365 ] [ 366 ]       |
| S E P T E M B E R     | 20                    | Ad Astra                                      | USA · Kina · Brasilien                                                                          | Regi: James Gray; Med: Brad Pitt, Tommy Lee Jones, Ruth Negga, Liv Tyler, Donald Sutherland | Drama, Sci-Fi, Äventyr                               | [ 367 ] [ 368 ]       |
| S E P T E M B E R     | 20                    | High Life                                     | Frankrike · Tyskland · Storbritannien · Polen · USA                                             | Regi: Claire Denis; Med: Robert Pattinson, Juliette Binoche, André Benjamin, Mia Goth | Drama, Sci-Fi, Skräck, Äventyr                       | [ 369 ] [ 370 ]       |
| S E P T E M B E R     | 20                    | Josefin & Florin                              | Sverige                                                                                         | Regi: Ellen Fiske & Joanna Karlberg | Dokumentär                                           | [ 371 ] [ 372 ]       |
| S E P T E M B E R     | 20                    | Playmobil-filmen                              | Frankrike · USA                                                                                 | Regi: Lino DiSalvo; Med: Anya Taylor-Joy, Jim Gaffigan, Gabriel Bateman, Adam Lambert, Meghan Trainor, Daniel Radcliffe | Animerat, Familj, Komedi, Äventyr                    | [ 373 ] [ 374 ]       |
| S E P T E M B E R     | 20                    | Quick                                         | Sverige                                                                                         | Regi: Mikael Håfström; Med: Jonas Karlsson, David Dencik, Alba August, Suzanne Reuter, Björn Bengtsson, Linda Ulvaeus, Magnus Roosmann, Christopher Wagelin, Peter Andersson, Dag Malmberg, Anders Mossling, Johan Hedenberg, Tova Magnusson | Biografi, Drama, Thriller                            | [ 375 ] [ 376 ]       |
| S E P T E M B E R     | 20                    | Rambo: Last Blood                             | USA                                                                                             | Regi: Adrian Grunberg; Med: Sylvester Stallone, Paz Vega, Sergio Peris-Mencheta, Adriana Barraza, Yvette Monreal, Genie Kim, Joaquín Cosío, Oscar Jaenada | Action                                               | [ 377 ] [ 378 ]       |
| S E P T E M B E R     | 27                    | Beats                                         | Storbritannien                                                                                  | Regi: Brian Welsh; Med: Laura Fraser, Lorn Macdonald, Cristian Ortega | Drama, Komedi                                        | [ 379 ] [ 380 ]       |
| S E P T E M B E R     | 27                    | Blinded by the Light                          | Storbritannien · USA                                                                            | Regi: Gurinder Chadha; Med: Viveik Kalra, Kulvinder Ghir, Meera Ganatra, Nell Williams, Aaron Phagura, Dean-Charles Chapman | Drama, Komedi, Romantik, Ungdom                      | [ 381 ] [ 382 ]       |
| S E P T E M B E R     | 27                    | Dora and the Lost City                        | Australien · USA                                                                                | Regi: James Bobin; Med: Isabela Moner, Eugenio Derbez, Michael Peña, Eva Longoria, Danny Trejo, Benicio del Toro | Familj, Äventyr                                      | [ 383 ] [ 384 ]       |
| S E P T E M B E R     | 27                    | Smärta och ära                                | Spanien                                                                                         | Regi: Pedro Almodóvar; Med: Antonio Banderas, Asier Etxeandia, Leonardo Sbaraglia, Nora Navas, Julieta Serrano, Penélope Cruz | Drama                                                | [ 385 ] [ 386 ]       |
| S E P T E M B E R     | 27                    | Tre sekunder                                  | Storbritannien                                                                                  | Regi: Andrea Di Stefano; Med: Joel Kinnaman, Rosamund Pike, Clive Owen, Common, Ana de Armas | Action, Kriminal, Thriller                           | [ 387 ] [ 388 ]       |
| S E P T E M B E R     | 30                    | Gryning                                       | Sverige                                                                                         | Regi: Maria Forslin & Adrienne West; Med: Maria Forslin, Teja Östberg, Christian Sundgren, Felix Lundgren | Drama, Romantik, Thriller                            | [ 389 ] [ 390 ]       |
| O K T O B E R         | 4                     | Bortom det synliga – filmen om Hilma af Klint | Tyskland                                                                                        | Regi: Halina Dyrschka | Dokumentär                                           | [ 391 ] [ 392 ]       |
| O K T O B E R         | 4                     | Fåret Shaun – Farmageddon                     | Storbritannien                                                                                  | Regi: Will Becher & Richard Phelan; Med: Justin Fletcher, John Sparkes | Animerat, Familj, Fantasy, Komedi, Sci-Fi, Äventyr   | [ 393 ] [ 394 ]       |
| O K T O B E R         | 4                     | Hustlers                                      | USA                                                                                             | Regi: Lorene Scafaria; Med: Constance Wu, Jennifer Lopez, Julia Stiles, Keke Palmer, Lili Reinhart, Lizzo, Cardi B | Drama, Komedi, Kriminal, Thriller                    | [ 395 ] [ 396 ]       |
| O K T O B E R         | 4                     | Inte den du tror                              | Frankrike · Belgien                                                                             | Regi: Safy Nebbou; Med: Juliette Binoche, François Civil, Nicole Garcia | Drama, Romantik                                      | [ 397 ] [ 398 ]       |
| O K T O B E R         | 4                     | Joker                                         | USA                                                                                             | Regi: Todd Phillips; Med: Joaquin Phoenix, Robert De Niro, Zazie Beetz, Frances Conroy, Marc Maron, Bill Camp, Glenn Fleshler, Shea Whigham, Brett Cullen, Douglas Hodge, Josh Pais | Kriminal, Thriller                                   | [ 399 ] [ 400 ]       |
| O K T O B E R         | 11                    | The Current War                               | USA                                                                                             | Regi: Alfonso Gomez-Rejon; Med: Benedict Cumberbatch, Michael Shannon, Katherine Waterston, Tom Holland, Tuppence Middleton, Matthew Macfadyen, Nicholas Hoult | Drama, Historik                                      | [ 401 ] [ 402 ]       |
| O K T O B E R         | 11                    | En komikers uppväxt                           | Sverige                                                                                         | Regi: Rojda Sekersöz; Med: Johan Rheborg, Loke Hellberg, Ulla Skoog, Klara Zimmergren, Fredrik Hallgren, Maria Sid, Jakob Eklund | Drama                                                | [ 403 ] [ 404 ]       |
| O K T O B E R         | 11                    | Gemini Man                                    | USA · Kina                                                                                      | Regi: Ang Lee; Med: Will Smith, Mary Elizabeth Winstead, Clive Owen, Benedict Wong | Action, Thriller                                     | [ 405 ] [ 406 ]       |
| O K T O B E R         | 11                    | Judy                                          | Storbritannien                                                                                  | Regi: Rupert Goold; Med: Renée Zellweger, Finn Wittrock, Jessie Buckley, Rufus Sewell, Michael Gambon | Biografi, Drama                                      | [ 407 ] [ 408 ]       |
| O K T O B E R         | 11                    | Marianne & Leonard: Words of Love             | USA                                                                                             | Regi: Nick Broomfield; Med: Leonard Cohen | Dokumentär                                           | [ 409 ] [ 410 ]       |
| O K T O B E R         | 16                    | Maleficent 2: Ondskans härskarinna            | USA · Storbritannien                                                                            | Regi: Joachim Rønning; Med: Angelina Jolie, Elle Fanning, Chiwetel Ejiofor, Sam Riley, Ed Skrein, Imelda Staunton, Juno Temple, Lesley Manville, Michelle Pfeiffer | Fantasy, Äventyr                                     | [ 411 ] [ 412 ]       |
| O K T O B E R         | 18                    | Gud finns, hennes namn är Petrunya            | Nordmakedonien                                                                                  | Regi: Teona Strugar Mitevska; Med: Zorica Nusheva, Labina Mitevska | Drama                                                | [ 413 ] [ 414 ]       |
| O K T O B E R         | 18                    | Tills Frank skiljer oss åt                    | Sverige                                                                                         | Regi: Leif Lindblom; Med: Liv Mjönes, Peter Magnusson, Erik Johansson | Komedi                                               | [ 415 ] [ 416 ]       |
| O K T O B E R         | 18                    | Unge Ahmed                                    | Belgien · Frankrike                                                                             | Regi: Bröderna Dardenne; Med: Idir Ben Addi, Olivier Bonnaud, Myriem Akheddiou, Victoria Bluck, Claire Bodson, Othmane Moumen | Drama                                                | [ 417 ] [ 418 ]       |
| O K T O B E R         | 18                    | Zombieland: Double Tap                        | USA                                                                                             | Regi: Ruben Fleischer; Med: Woody Harrelson, Jesse Eisenberg, Emma Stone, Abigail Breslin, Rosario Dawson, Zoey Deutch, Avan Jogia, Luke Wilson, Thomas Middleditch | Action, Komedi, Skräck, Äventyr                      | [ 419 ] [ 420 ]       |
| O K T O B E R         | 25                    | Amanda                                        | Frankrike                                                                                       | Regi: Mikhaël Hers; Med: Vincent Lacoste, Stacy Martin, Isaure Multrier | Drama                                                | [ 421 ] [ 422 ]       |
| O K T O B E R         | 25                    | Bröllopskaos igen!                            | Frankrike                                                                                       | Regi: Philippe de Chauveron; Med: Christian Clavier, Chantal Lauby, Ary Abittan, Medi Sadoun, Frédéric Chau, Noom Diawara, Frédérique Bel, Julia Piaton, Émilie Caen, Élodie Fontan, Pascal N'Zonzi, Salimata Kamate, Tatiana Rojo, Claudia Tagbo | Komedi                                               | [ 423 ] [ 424 ]       |
| O K T O B E R         | 25                    | Familjen Addams                               | USA · Storbritannien · Kanada                                                                   | Regi: Greg Tiernan & Conrad Vernon; Med: Oscar Isaac, Charlize Theron, Chloë Grace Moretz, Finn Wolfhard, Nick Kroll, Snoop Dogg, Bette Midler, Allison Janney | Animerat, Familj, Komedi, Skräck                     | [ 425 ] [ 426 ]       |
| O K T O B E R         | 25                    | Förfärliga snömannen                          | Kina · USA                                                                                      | Regi: Jill Culton; Med: Chloe Bennet, Albert Tsai, Tenzing Norgay Trainor, Eddie Izzard, Sarah Paulson, Tsai Chin, Michelle Wong | Animerat, Komedi, Äventyr                            | [ 427 ] [ 428 ]       |
| O K T O B E R         | 25                    | In Fabric                                     | Storbritannien                                                                                  | Regi: Peter Strickland; Med: Marianne Jean-Baptiste, Hayley Squires, Leo Bill, Gwendoline Christie, Julian Barratt | Komedi, Skräck                                       | [ 429 ] [ 430 ]       |
| O K T O B E R         | 25                    | Terminator: Dark Fate                         | USA                                                                                             | Regi: Tim Miller; Med: Linda Hamilton, Arnold Schwarzenegger, Mackenzie Davis, Natalia Reyes, Gabriel Luna, Diego Boneta | Action, Sci-Fi                                       | [ 431 ] [ 432 ]       |
| N O V E M B E R       | 1                     | Doctor Sleep                                  | USA                                                                                             | Regi: Mike Flanagan; Med: Ewan McGregor, Rebecca Ferguson, Kyliegh Curran, Cliff Curtis | Skräck                                               | [ 433 ] [ 434 ]       |
| N O V E M B E R       | 1                     | Pavarotti                                     | USA                                                                                             | Regi: Ron Howard | Dokumentär, Biografi, Musik                          | [ 435 ] [ 436 ]       |
| N O V E M B E R       | 1                     | Sorry We Missed You                           | Storbritannien                                                                                  | Regi: Ken Loach; Med: Kris Hitchen, Debbie Honeywood, Rhys Stone, Katie Proctor | Drama                                                | [ 437 ] [ 438 ]       |
| N O V E M B E R       | 4                     | Fraemling                                     | Sverige · Finland                                                                               | Regi: Mikel Cee Karlsson | Dokumentär, Drama                                    | [ 439 ] [ 440 ]       |
| N O V E M B E R       | 8                     | Drottningens corgi                            | Belgien                                                                                         | Regi: Vincent Kesteloot & Ben Stassen; Med: Julie Walters, Sheridan Smith, Ray Winstone, Jack Whitehall, Matt Lucas | Animerat, Familj                                     | [ 441 ] [ 442 ]       |
| N O V E M B E R       | 8                     | Jag kommer hem igen till jul                  | Sverige                                                                                         | Regi: Ella Lemhagen; Med: Peter Jöback, Johannes Bah Kuhnke, Suzanne Reuter, Jennie Silfverhjelm, Loa Falkman, Anja Lundqvist | Drama                                                | [ 443 ] [ 444 ]       |
| N O V E M B E R       | 8                     | Midway                                        | USA · Kina                                                                                      | Regi: Roland Emmerich; Med: Ed Skrein, Patrick Wilson, Luke Evans, Aaron Eckhart, Nick Jonas, Etsushi Toyokawa, Tadanobu Asano, Luke Kleintank, Jun Kunimura, Darren Criss, Keean Johnson, Mandy Moore, Dennis Quaid, Woody Harrelson | Action, Drama, Historik, Krig                        | [ 445 ] [ 446 ]       |
| N O V E M B E R       | 8                     | Sara med allt sitt väsen                      | Sverige                                                                                         | Regi: Gunilla Bresky | Dokumentär                                           | [ 447 ] [ 448 ]       |
| N O V E M B E R       | 13                    | Last Christmas                                | USA · Storbritannien                                                                            | Regi: Paul Feig; Med: Emilia Clarke, Henry Golding, Michelle Yeoh, Emma Thompson | Fantasy, Jul, Komedi, Romantik                       | [ 449 ] [ 450 ]       |
| N O V E M B E R       | 14                    | Everybody's Everything                        | Storbritannien                                                                                  | Regi: Sebastian Jones & Ramez Silyan; Med: Lil Peep | Dokumentär                                           | [ 451 ] [ 452 ]       |
| N O V E M B E R       | 15                    | Countdown                                     | USA                                                                                             | Regi: Justin Dec; Med: Elizabeth Lail, Jordan Calloway, Talitha Bateman, Tichina Arnold, P.J. Byrne, Peter Facinelli, Anne Winters, Tom Segura | Skräck, Thriller                                     | [ 453 ] [ 454 ]       |
| N O V E M B E R       | 15                    | Le Mans '66                                   | USA · Frankrike                                                                                 | Regi: James Mangold; Med: Matt Damon, Christian Bale | Biografi, Action, Drama                              | [ 455 ] [ 456 ]       |
| N O V E M B E R       | 15                    | Mareld                                        | Sverige                                                                                         | Regi: Ove Valeskog; Med: Viktor Åkerblom, Hanna Oldenburg, Matti Boustedt, Malin Barr, Moa Malan | Thriller                                             | [ 457 ] [ 458 ]       |
| N O V E M B E R       | 15                    | Om det oändliga                               | Sverige                                                                                         | Regi: Roy Andersson | Drama                                                | [ 459 ] [ 460 ]       |
| N O V E M B E R       | 22                    | 21 Bridges                                    | USA                                                                                             | Regi: Brian Kirk; Med: Chadwick Boseman, Sienna Miller, Stephan James, Keith David, Taylor Kitsch, J.K. Simmons | Action, Kriminal, Thriller                           | [ 461 ] [ 462 ]       |
| N O V E M B E R       | 22                    | I guds namn                                   | Frankrike · Belgien                                                                             | Regi: François Ozon; Med: Melvil Poupaud, Denis Ménochet, Swann Arlaud | Drama                                                | [ 463 ] [ 464 ]       |
| N O V E M B E R       | 22                    | The Lighthouse                                | USA · Kanada                                                                                    | Regi: Robert Eggers; Med: Willem Dafoe, Robert Pattinson | Skräck                                               | [ 465 ] [ 466 ]       |
| N O V E M B E R       | 22                    | Ring mamma!                                   | Sverige                                                                                         | Regi: Lisa Aschan; Med: Sanna Sundqvist, Nina Gunke, Alexander Karim, Jonatan Rodriguez, Evin Ahmad, Eric Ericson, Julia Corti Kopp, Viktor Frisk, Cecilia Forss, Björn Gustafsson, Aleksa Lundberg, Anna Mannheimer | Komedi                                               | [ 467 ] [ 468 ]       |
| N O V E M B E R       | 29                    | After the Wedding                             | USA                                                                                             | Regi: Bart Freundlich; Med: Julianne Moore, Michelle Williams, Billy Crudup, Abby Quinn | Drama                                                | [ 469 ] [ 470 ]       |
| N O V E M B E R       | 29                    | Ailos resa                                    | Frankrike · Finland · Norge                                                                     | Regi: Guillaume Maidatchevsky | Familj, Äventyr                                      | [ 471 ] [ 472 ]       |
| N O V E M B E R       | 29                    | Knives Out                                    | USA                                                                                             | Regi: Rian Johnson; Med: Daniel Craig, Chris Evans, Ana de Armas, Jamie Lee Curtis, Michael Shannon, Don Johnson, Toni Collette, Lakeith Stanfield, Katherine Langford, Jaeden Martell, Christopher Plummer | Komedi, Kriminal, Mysterium, Satir, Thriller         | [ 473 ] [ 474 ]       |
| N O V E M B E R       | 29                    | Matthias & Maxime                             | Kanada                                                                                          | Regi: Xavier Dolan; Med: Gabriel D'Almeida Freitas, Xavier Dolan, Pier-Luc Funk, Samuel Gauthier, Antoine Pilon, Adib Alkhalidey, Anne Dorval, Micheline Bernard, Marilyn Castonguay, Catherine Brunet | Drama                                                | [ 475 ] [ 476 ]       |
| N O V E M B E R       | 29                    | The Nightingale                               | Australien · USA · Kanada                                                                       | Regi: Jennifer Kent; Med: Aisling Franciosi, Sam Claflin, Baykali Ganambarr, Damon Herriman, Harry Greenwood, Ewen Leslie, Charlie Shotwell, Michael Sheasby | Drama, Thriller                                      | [ 477 ] [ 478 ]       |
| N O V E M B E R       | 29                    | Tito och fåglarna                             | Brasilien                                                                                       | Regi: Gabriel Bitar, André Catoto & Gustavo Steinberg | Animerat                                             | [ 479 ] [ 480 ]       |
| D E C E M B E R       | 6                     | Camorrans barn                                | Italien                                                                                         | Regi: Claudio Giovannesi; Med: Francesco Di Napoli, Viviana Aprea, Mattia Piano Del Balzo | Drama, Kriminal                                      | [ 481 ] [ 482 ]       |
| D E C E M B E R       | 6                     | Cyrano och jag                                | Frankrike · Belgien                                                                             | Regi: Alexis Michalik; Med: Thomas Solivérès, Olivier Gourmet, Mathilde Seigner, Tom Leeb, Lucie Boujenah, Alice de Lencquesaing, Clémentine Célarié, Igor Gotesman, Dominique Pinon, Simon Abkarian, Marc Andréoni, Antoine Duléry, Jean-Michel Martial | Drama, Komedi                                        | [ 483 ] [ 484 ]       |
| D E C E M B E R       | 6                     | Jumanji: The Next Level                       | USA                                                                                             | Regi: Jake Kasdan; Med: Dwayne Johnson, Jack Black, Kevin Hart, Karen Gillan, Nick Jonas, Awkwafina, Alex Wolff, Morgan Turner, Ser'Darius Blain, Madison Iseman, Danny Glover, Danny DeVito | Action, Fantasy, Komedi, Äventyr                     | [ 485 ] [ 486 ]       |
| D E C E M B E R       | 13                    | Black Christmas                               | USA · Nya Zeeland                                                                               | Regi: Sophia Takal; Med: Imogen Poots, Lily Donoghue, Aleyse Shannon, Brittany O'Grady, Caleb Eberhardt, Cary Elwes | Jul, Mysterium, Skräck, Slasher, Thriller, Ungdom    | [ 487 ] [ 488 ]       |
| D E C E M B E R       | 13                    | Porträtt av en kvinna i brand                 | Frankrike                                                                                       | Regi: Céline Sciamma; Med: Noémie Merlant, Adèle Haenel | Drama, Historik                                      | [ 489 ] [ 490 ]       |
| D E C E M B E R       | 18                    | Star Wars: The Rise of Skywalker              | USA                                                                                             | Regi: J.J. Abrams; Med: Carrie Fisher, Mark Hamill, Adam Driver, Daisy Ridley, John Boyega, Oscar Isaac, Anthony Daniels, Naomi Ackie, Domhnall Gleeson, Richard E. Grant, Lupita Nyong'o, Keri Russell, Joonas Suotamo, Kelly Marie Tran, Ian McDiarmid, Billy Dee Williams | Action, Sci-Fi, Äventyr                              | [ 491 ] [ 492 ]       |
| D E C E M B E R       | 20                    | Parasit                                       | Sydkorea                                                                                        | Regi: Bong Joon-ho; Med: Song Kang-ho, Lee Sun-kyun, Cho Yeo-jeong, Choi Woo-shik, Park So-dam | Drama, Komedi, Thriller                              | [ 493 ] [ 494 ]       |
| D E C E M B E R       | 20                    | Sune – Best Man                               | Sverige                                                                                         | Regi: Jon Holmberg; Med: Baxter Renman, Tomas von Brömssen, Elis Gerdt, Sissela Benn, Fredrik Hallgren, Tea Stjärne | Familj                                               | [ 495 ] [ 496 ]       |
| D E C E M B E R       | 25                    | En del av mitt hjärta                         | Sverige                                                                                         | Regi: Edward af Sillén; Med: Malin Åkerman, Jonas Karlsson, Christian Hillborg, Johan Ulveson, Marie Richardson, Shima Niavarani, Johan Rheborg | Komedi, Musikal, Romantik                            | [ 497 ] [ 498 ]       |
| D E C E M B E R       | 25                    | Frost 2                                       | USA                                                                                             | Regi: Chris Buck & Jennifer Lee; Med: Kristen Bell, Idina Menzel, Jonathan Groff, Josh Gad | Animerat, Komedi, Äventyr                            | [ 499 ] [ 500 ]       |

## Avlidna
- 9 januari – Verna Bloom, 80, amerikansk skådespelare.
- 10 januari – Bengt Dalunde, 91, svensk barnskådespelare och filmfotograf.[501]
- 15 januari – Carol Channing, 97, amerikansk skådespelare.
- 23 januari – Jonas Mekas, 96, litauisk-amerikansk dokumentärfilmare.
- 24 januari – Dušan Makavejev, 86, serbisk regissör och manusförfattare.
- 26 januari – Michel Legrand, 86, fransk kompositör.
- 30 januari – Dick Miller, 90, amerikansk skådespelare.
- 1 februari – Clive Swift, 82, brittisk skådespelare.
- 3 februari – Julie Adams, 92, amerikansk skådespelare.
- 7 februari – Albert Finney, 82, brittisk skådespelare.
- 10 februari – Carmen Argenziano, 75, amerikansk skådespelare.
- 16 februari – Bruno Ganz, 77, schweizisk skådespelare.
- 21 februari – Stanley Donen, 94, amerikansk regissör och koreograf.
- 22 februari – Morgan Woodward, 93, amerikansk skådespelare.
- 23 februari – Katherine Helmond, 89, amerikansk skådespelare.
- 28 februari – André Previn, 89, tysk-amerikansk kompositör.
- 14 april – Bibi Andersson, 83, svensk skådespelare.[502]
- 25 april – Svante Grundberg, 75, svensk skådespelare och komiker.[503]
- 13 maj – Doris Day, 97, amerikansk skådespelare och sångare.[504]
- 14 maj – Tim Conway, 85, amerikansk skådespelare.
- 15 maj – Franco Zeffirelli, 96, italiensk regissör och manusförfattare.[505]
- 9 juli – Freddie Jones, 91, brittisk skådespelare.
- 9 juli – Rip Torn, 88, amerikansk skådespelare.
- 19 juli – Rutger Hauer, 75, nederländsk skådespelare.
- 16 augusti – Peter Fonda, 79, amerikansk skådespelare och manusförfattare.
- 4 oktober – Diahann Carroll, 84, amerikansk skådespelare och sångare.
- 4 oktober – Stephen Moore, 81, brittisk skådespelare.
- 6 december – Ron Leibman, 82, amerikansk skådespelare.[506]
- 12 december – Danny Aiello, 86, amerikansk skådespelare.
- 22 december – Tony Britton, 95, brittisk skådespelare.
- 26 december – Sue Lyon, 73, amerikansk skådespelare.
- 27 december – Jack Sheldon, 88, amerikansk sångare, musiker och skådespelare.[507]
- 29 december – Neil Innes, 75, brittisk komiker, musiker och skådespelare.

### Fotnoter
1. ↑  ”2019 Worldwide Box Office”. Box Office Mojo. https://www.boxofficemojo.com/year/world/2019/. Läst 12 mars 2020.
2. ↑  ”Holmes & Watson (2018)”. Internet Movie Database. http://www.imdb.com/title/tt1255919/.
3. ↑  ”Holmes & Watson (2018)”. Svensk Filmdatabas. http://www.svenskfilmdatabas.se/sv/item/?type=film&itemid=625553.
4. ↑  ”Det vildväxande päronträdet (2018)”. Internet Movie Database. http://www.imdb.com/title/tt6628102/.
5. ↑  ”Det vildväxande päronträdet (2018)”. Svensk Filmdatabas. http://www.svenskfilmdatabas.se/sv/item/?type=film&itemid=625557.
6. ↑  ”Second Act (2018)”. Internet Movie Database. http://www.imdb.com/title/tt2126357/.
7. ↑  ”Second Act (2018)”. Svensk Filmdatabas. http://www.svenskfilmdatabas.se/sv/item/?type=film&itemid=625562.
8. ↑  ”Under en öppen himmel (2018)”. Internet Movie Database. http://www.imdb.com/title/tt5929754/.
9. ↑  ”Under en öppen himmel (2018)”. Svensk Filmdatabas. http://www.svenskfilmdatabas.se/sv/item/?type=film&itemid=625564.
10. ↑  ”Beautiful Boy (2018)”. Internet Movie Database. http://www.imdb.com/title/tt1226837/.
11. ↑  ”Beautiful Boy (2018)”. Svensk Filmdatabas. http://www.svenskfilmdatabas.se/sv/item/?type=film&itemid=625618.
12. ↑  ”Hunter Killer (2018)”. Internet Movie Database. http://www.imdb.com/title/tt1846589/.
13. ↑  ”Hunter Killer (2018)”. Svensk Filmdatabas. http://www.svenskfilmdatabas.se/sv/item/?type=film&itemid=625623.
14. ↑  ”Vice (2018)”. Internet Movie Database. http://www.imdb.com/title/tt6266538/.
15. ↑  ”Vice (2018)”. Svensk Filmdatabas. http://www.svenskfilmdatabas.se/sv/item/?type=film&itemid=625636.
16. ↑  ”Beskyddarna (2017)”. Internet Movie Database. http://www.imdb.com/title/tt6213362/.
17. ↑  ”Beskyddarna (2017)”. Svensk Filmdatabas. http://www.svenskfilmdatabas.se/sv/item/?type=film&itemid=625711.
18. ↑  ”Bränd (2018)”. Internet Movie Database. http://www.imdb.com/title/tt7282468/.
19. ↑  ”Bränd (2018)”. Svensk Filmdatabas. http://www.svenskfilmdatabas.se/sv/item/?type=film&itemid=625712.
20. ↑  ”Girl (2018)”. Internet Movie Database. http://www.imdb.com/title/tt8254556/.
21. ↑  ”Girl (2018)”. Svensk Filmdatabas. http://www.svenskfilmdatabas.se/sv/item/?type=film&itemid=625713.
22. ↑  ”Glass (2019)”. Internet Movie Database. http://www.imdb.com/title/tt6823368/.
23. ↑  ”Glass (2019)”. Svensk Filmdatabas. http://www.svenskfilmdatabas.se/sv/item/?type=film&itemid=625715.
24. ↑  ”Ploey - Ett vinteräventyr (2018)”. Internet Movie Database. http://www.imdb.com/title/tt2766104/.
25. ↑  ”Ploey - Ett vinteräventyr (2018)”. Svensk Filmdatabas. http://www.svenskfilmdatabas.se/sv/item/?type=film&itemid=625716.
26. ↑  ”Vox Lux (2018)”. Internet Movie Database. http://www.imdb.com/title/tt5960374/.
27. ↑  ”Vox Lux (2018)”. Svensk Filmdatabas. http://www.svenskfilmdatabas.se/sv/item/?type=film&itemid=625717.
28. ↑  ”Maquia: When the Promised Flower Blooms (2018)”. Internet Movie Database. http://www.imdb.com/title/tt7339826/.
29. ↑  ”Maquia: When the Promised Flower Blooms (2018)”. Svensk Filmdatabas. http://www.svenskfilmdatabas.se/sv/item/?type=film&itemid=.
30. ↑  ”Britt-Marie var här (2019)”. Internet Movie Database. http://www.imdb.com/title/tt8103160/.
31. ↑  ”Britt-Marie var här (2019)”. Svensk Filmdatabas. http://www.svenskfilmdatabas.se/sv/item/?type=film&itemid=88183.
32. ↑  ”Den ödmjuka (2017)”. Internet Movie Database. http://www.imdb.com/title/tt5618752/.
33. ↑  ”Den ödmjuka (2017)”. Svensk Filmdatabas. http://www.svenskfilmdatabas.se/sv/item/?type=film&itemid=625893.
34. ↑  ”The Favourite (2018)”. Internet Movie Database. http://www.imdb.com/title/tt5083738/.
35. ↑  ”The Favourite (2018)”. Svensk Filmdatabas. http://www.svenskfilmdatabas.se/sv/item/?type=film&itemid=625904.
36. ↑  ”The Kindergarten Teacher (2018)”. Internet Movie Database. http://www.imdb.com/title/tt6952960/.
37. ↑  ”The Kindergarten Teacher (2018)”. Svensk Filmdatabas. http://www.svenskfilmdatabas.se/sv/item/?type=film&itemid=625905.
38. ↑  ”The Mule (2018)”. Internet Movie Database. http://www.imdb.com/title/tt7959026/.
39. ↑  ”The Mule (2018)”. Svensk Filmdatabas. http://www.svenskfilmdatabas.se/sv/item/?type=film&itemid=625912.
40. ↑  ”3 kvinnor (2018)”. Internet Movie Database. http://www.imdb.com/title/tt8269552/.
41. ↑  ”3 kvinnor (2018)”. Svensk Filmdatabas. http://www.svenskfilmdatabas.se/sv/item/?type=film&itemid=626012.
42. ↑  ”Aniara (2018)”. Internet Movie Database. http://www.imdb.com/title/tt7589524/.
43. ↑  ”Aniara (2018)”. Svensk Filmdatabas. http://www.svenskfilmdatabas.se/sv/item/?type=film&itemid=79736.
44. ↑  ”Chelas arv (2018)”. Internet Movie Database. http://www.imdb.com/title/tt7875464/.
45. ↑  ”Chelas arv (2018)”. Svensk Filmdatabas. http://www.svenskfilmdatabas.se/sv/item/?type=film&itemid=626013.
46. ↑  ”Destroyer (2018)”. Internet Movie Database. http://www.imdb.com/title/tt7137380/.
47. ↑  ”Destroyer (2018)”. Svensk Filmdatabas. http://www.svenskfilmdatabas.se/sv/item/?type=film&itemid=626014.
48. ↑  ”Escape Room (2019)”. Internet Movie Database. http://www.imdb.com/title/tt5886046/.
49. ↑  ”Escape Room (2019)”. Svensk Filmdatabas. http://www.svenskfilmdatabas.se/sv/item/?type=film&itemid=626015.
50. ↑  ”Röjar-Ralf kraschar internet (2018)”. Internet Movie Database. http://www.imdb.com/title/tt5848272/.
51. ↑  ”Röjar-Ralf kraschar internet (2018)”. Svensk Filmdatabas. http://www.svenskfilmdatabas.se/sv/item/?type=film&itemid=626016.
52. ↑  ”White Boy Rick (2018)”. Internet Movie Database. http://www.imdb.com/title/tt4537896/.
53. ↑  ”White Boy Rick (2018)”. Svensk Filmdatabas. http://www.svenskfilmdatabas.se/sv/item/?type=film&itemid=626017.
54. ↑  ”Moa Martinson - Landsmodern (2019)”. Svensk Filmdatabas. http://www.svenskfilmdatabas.se/sv/item/?type=film&itemid=625701.
55. ↑  ”Cold Pursuit (2019)”. Internet Movie Database. http://www.imdb.com/title/tt5719748/.
56. ↑  ”Cold Pursuit (2019)”. Svensk Filmdatabas. http://www.svenskfilmdatabas.se/sv/item/?type=film&itemid=626086.
57. ↑  ”Free Solo (2018)”. Internet Movie Database. http://www.imdb.com/title/tt7775622/.
58. ↑  ”Free Solo (2018)”. Svensk Filmdatabas. http://www.svenskfilmdatabas.se/sv/item/?type=film&itemid=626120.
59. ↑  ”If Beale Street Could Talk (2018)”. Internet Movie Database. http://www.imdb.com/title/tt7125860/.
60. ↑  ”If Beale Street Could Talk (2018)”. Svensk Filmdatabas. http://www.svenskfilmdatabas.se/sv/item/?type=film&itemid=626104.
61. ↑  ”Lego filmen 2 (2019)”. Internet Movie Database. http://www.imdb.com/title/tt3513498/.
62. ↑  ”Lego filmen 2 (2019)”. Svensk Filmdatabas. http://www.svenskfilmdatabas.se/sv/item/?type=film&itemid=626105.
63. ↑  ”Leto (2018)”. Internet Movie Database. http://www.imdb.com/title/tt7342838/.
64. ↑  ”Leto (2018)”. Svensk Filmdatabas. http://www.svenskfilmdatabas.se/sv/item/?type=film&itemid=626106.
65. ↑  ”Mary Queen of Scots (2018)”. Internet Movie Database. http://www.imdb.com/title/tt2328900/.
66. ↑  ”Mary Queen of Scots (2018)”. Svensk Filmdatabas. http://www.svenskfilmdatabas.se/sv/item/?type=film&itemid=626107.
67. ↑  ”Alita: Battle Angel (2019)”. Internet Movie Database. http://www.imdb.com/title/tt0437086/.
68. ↑  ”Alita: Battle Angel (2019)”. Svensk Filmdatabas. http://www.svenskfilmdatabas.se/sv/item/?type=film&itemid=626215.
69. ↑  ”Olavi Virta - en oförglömlig röst (2018)”. Internet Movie Database. http://www.imdb.com/title/tt5822154/.
70. ↑  ”Olavi Virta - en oförglömlig röst (2018)”. Svensk Filmdatabas. http://www.svenskfilmdatabas.se/sv/item/?type=film&itemid=629671.
71. ↑  ”Eld & lågor (2019)”. Internet Movie Database. http://www.imdb.com/title/tt7402400/.
72. ↑  ”Eld & lågor (2019)”. Svensk Filmdatabas. http://www.svenskfilmdatabas.se/sv/item/?type=film&itemid=78982.
73. ↑  ”Happy Death Day 2U (2019)”. Internet Movie Database. http://www.imdb.com/title/tt8155288/.
74. ↑  ”Happy Death Day 2U (2019)”. Svensk Filmdatabas. http://www.svenskfilmdatabas.se/sv/item/?type=film&itemid=626216.
75. ↑  ”Ben Is Back (2018)”. Internet Movie Database. http://www.imdb.com/title/tt7545524/.
76. ↑  ”Ben Is Back (2018)”. Svensk Filmdatabas. http://www.svenskfilmdatabas.se/sv/item/?type=film&itemid=626217.
77. ↑  ”Dogman (2018)”. Internet Movie Database. http://www.imdb.com/title/tt6768578/.
78. ↑  ”Dogman (2018)”. Svensk Filmdatabas. http://www.svenskfilmdatabas.se/sv/item/?type=film&itemid=626218.
79. ↑  ”Draktränaren 3 (2019)”. Internet Movie Database. http://www.imdb.com/title/tt2386490/.
80. ↑  ”Draktränaren 3 (2019)”. Svensk Filmdatabas. http://www.svenskfilmdatabas.se/sv/item/?type=film&itemid=626294.
81. ↑  ”The Prodigy (2019)”. Internet Movie Database. http://www.imdb.com/title/tt4504044/.
82. ↑  ”The Prodigy (2019)”. Svensk Filmdatabas. http://www.svenskfilmdatabas.se/sv/item/?type=film&itemid=626295.
83. ↑  ”Woman at War (2018)”. Internet Movie Database. http://www.imdb.com/title/tt7279188/.
84. ↑  ”Woman at War (2018)”. Svensk Filmdatabas. http://www.svenskfilmdatabas.se/sv/item/?type=film&itemid=626296.
85. ↑  ”Instant Family (2018)”. Internet Movie Database. http://www.imdb.com/title/tt7401588/.
86. ↑  ”Instant Family (2018)”. Svensk Filmdatabas. http://www.svenskfilmdatabas.se/sv/item/?type=film&itemid=626402.
87. ↑  ”Dumplin' (2018)”. Internet Movie Database. http://www.imdb.com/title/tt4878482/.
88. ↑  ”Dumplin' (2018)”. Svensk Filmdatabas. http://www.svenskfilmdatabas.se/sv/item/?type=film&itemid=626403.
89. ↑  ”Holy Lands (2018)”. Internet Movie Database. http://www.imdb.com/title/tt6383494/.
90. ↑  ”Holy Lands (2018)”. Svensk Filmdatabas. http://www.svenskfilmdatabas.se/sv/item/?type=film&itemid=626401.
91. ↑  ”Kapernaum (2018)”. Internet Movie Database. http://www.imdb.com/title/tt8267604/.
92. ↑  ”Kapernaum (2018)”. Svensk Filmdatabas. http://www.svenskfilmdatabas.se/sv/item/?type=film&itemid=626404.
93. ↑  ”Kungen av Atlantis (2019)”. Internet Movie Database. http://www.imdb.com/title/tt4652570/.
94. ↑  ”Kungen av Atlantis (2019)”. Svensk Filmdatabas. http://www.svenskfilmdatabas.se/sv/item/?type=film&itemid=82773.
95. ↑  ”Kursk (2018)”. Internet Movie Database. http://www.imdb.com/title/tt4951982/.
96. ↑  ”Kursk (2018)”. Svensk Filmdatabas. http://www.svenskfilmdatabas.se/sv/item/?type=film&itemid=626405.
97. ↑  ”Captain Marvel (2019)”. Internet Movie Database. http://www.imdb.com/title/tt4154664/.
98. ↑  ”Captain Marvel (2019)”. Svensk Filmdatabas. http://www.svenskfilmdatabas.se/sv/item/?type=film&itemid=626520.
99. ↑  ”En dag till att leva (2018)”. Internet Movie Database. http://www.imdb.com/title/tt2967856/.
100. ↑  ”En dag till att leva (2018)”. Svensk Filmdatabas. http://www.svenskfilmdatabas.se/sv/item/?type=film&itemid=626522.
101. ↑  ”En kvinna bland män (2018)”. Internet Movie Database. http://www.imdb.com/title/tt4669788/.
102. ↑  ”En kvinna bland män (2018)”. Svensk Filmdatabas. http://www.svenskfilmdatabas.se/sv/item/?type=film&itemid=626521.
103. ↑  ”Gloria Bell (2018)”. Internet Movie Database. http://www.imdb.com/title/tt6902696/.
104. ↑  ”Gloria Bell (2018)”. Svensk Filmdatabas. http://www.svenskfilmdatabas.se/sv/item/?type=film&itemid=626524.
105. ↑  ”Hamada (2018)”. Internet Movie Database. http://www.imdb.com/title/tt9053132/.
106. ↑  ”Hamada (2018)”. Svensk Filmdatabas. http://www.svenskfilmdatabas.se/sv/item/?type=film&itemid=85984.
107. ↑  ”Alla vet (2018)”. Internet Movie Database. http://www.imdb.com/title/tt4964788/.
108. ↑  ”Alla vet (2018)”. Svensk Filmdatabas. http://www.svenskfilmdatabas.se/sv/item/?type=film&itemid=626618.
109. ↑  ”Cold Case Hammarskjöld (2019)”. Internet Movie Database. http://www.imdb.com/title/tt9352780/.
110. ↑  ”Cold Case Hammarskjöld (2019)”. Svensk Filmdatabas. http://www.svenskfilmdatabas.se/sv/item/?type=film&itemid=81449.
111. ↑  ”The House That Jack Built (2018)”. Internet Movie Database. http://www.imdb.com/title/tt4003440/.
112. ↑  ”The House That Jack Built (2018)”. Svensk Filmdatabas. http://www.svenskfilmdatabas.se/sv/item/?type=film&itemid=85802.
113. ↑  ”Lucky One (2019)”. Internet Movie Database. http://www.imdb.com/title/tt10033908/.
114. ↑  ”Lucky One (2019)”. Svensk Filmdatabas. http://www.svenskfilmdatabas.se/sv/item/?type=film&itemid=76589.
115. ↑  ”Never Look Away (2018)”. Internet Movie Database. http://www.imdb.com/title/tt5311542/.
116. ↑  ”Never Look Away (2018)”. Svensk Filmdatabas. http://www.svenskfilmdatabas.se/sv/item/?type=film&itemid=626619.
117. ↑  ”The Sisters Brothers (2018)”. Internet Movie Database. http://www.imdb.com/title/tt4971344/.
118. ↑  ”The Sisters Brothers (2018)”. Svensk Filmdatabas. http://www.svenskfilmdatabas.se/sv/item/?type=film&itemid=626621.
119. ↑  ”Småkryp 2 - Äventyr i Karibien (2018)”. Internet Movie Database. http://www.imdb.com/title/tt7296782/.
120. ↑  ”Småkryp 2 - Äventyr i Karibien (2018)”. Svensk Filmdatabas. http://www.svenskfilmdatabas.se/sv/item/?type=film&itemid=626620.
121. ↑  ”They Shall Not Grow Old (2018)”. Internet Movie Database. http://www.imdb.com/title/tt7905466/.
122. ↑  ”They Shall Not Grow Old (2018)”. Svensk Filmdatabas. http://www.svenskfilmdatabas.se/sv/item/?type=film&itemid=626617.
123. ↑  ”Till drömmarnas land (2019)”. Internet Movie Database. http://www.imdb.com/title/tt9800752/.
124. ↑  ”Till drömmarnas land (2019)”. Svensk Filmdatabas. http://www.svenskfilmdatabas.se/sv/item/?type=film&itemid=81486.
125. ↑  ”Helan & Halvan (2018)”. Internet Movie Database. http://www.imdb.com/title/tt3385524/.
126. ↑  ”Helan & Halvan (2018)”. Svensk Filmdatabas. http://www.svenskfilmdatabas.se/sv/item/?type=film&itemid=626754.
127. ↑  ”Sunset (2018)”. Internet Movie Database. http://www.imdb.com/title/tt5855772/.
128. ↑  ”Sunset (2018)”. Svensk Filmdatabas. http://www.svenskfilmdatabas.se/sv/item/?type=film&itemid=626756.
129. ↑  ”Us (2019)”. Internet Movie Database. http://www.imdb.com/title/tt6857112/.
130. ↑  ”Us (2019)”. Svensk Filmdatabas. http://www.svenskfilmdatabas.se/sv/item/?type=film&itemid=626755.
131. ↑  ”En heavy resa (2018)”. Internet Movie Database. http://www.imdb.com/title/tt7220754/.
132. ↑  ”Den skyldige (2018)”. Internet Movie Database. http://www.imdb.com/title/tt6742252/.
133. ↑  ”Den skyldige (2018)”. Svensk Filmdatabas. http://www.svenskfilmdatabas.se/sv/item/?type=film&itemid=627121.
134. ↑  ”Dumbo (2019)”. Internet Movie Database. http://www.imdb.com/title/tt3861390/.
135. ↑  ”Dumbo (2019)”. Svensk Filmdatabas. http://www.svenskfilmdatabas.se/sv/item/?type=film&itemid=627122.
136. ↑  ”Fighting with My Family (2019)”. Internet Movie Database. http://www.imdb.com/title/tt6513120/.
137. ↑  ”Fighting with My Family (2019)”. Svensk Filmdatabas. http://www.svenskfilmdatabas.se/sv/item/?type=film&itemid=627123.
138. ↑  ”Parning (2019)”. Internet Movie Database. http://www.imdb.com/title/tt6081668/.
139. ↑  ”Parning (2019)”. Svensk Filmdatabas. http://www.svenskfilmdatabas.se/sv/item/?type=film&itemid=82711.
140. ↑  ”Stupid Young Heart (2018)”. Internet Movie Database. http://www.imdb.com/title/tt6592296/.
141. ↑  ”Stupid Young Heart (2018)”. Svensk Filmdatabas. http://www.svenskfilmdatabas.se/sv/item/?type=film&itemid=88671.
142. ↑  ”Vincent van Gogh - Vid evighetens port (2018)”. Internet Movie Database. http://www.imdb.com/title/tt6938828/.
143. ↑  ”Vincent van Gogh - Vid evighetens port (2018)”. Svensk Filmdatabas. http://www.svenskfilmdatabas.se/sv/item/?type=film&itemid=627124.
144. ↑  ”Shazam! (2019)”. Internet Movie Database. http://www.imdb.com/title/tt0448115/.
145. ↑  ”Shazam! (2019)”. Svensk Filmdatabas. http://www.svenskfilmdatabas.se/sv/item/?type=film&itemid=627286.
146. ↑  ”Fågelfångarens son (2019)”. Internet Movie Database. http://www.imdb.com/title/tt7552784/.
147. ↑  ”Fågelfångarens son (2019)”. Svensk Filmdatabas. http://www.svenskfilmdatabas.se/sv/item/?type=film&itemid=77781.
148. ↑  ”The Heart Is a Drum (2019)”. Svensk Filmdatabas. http://www.svenskfilmdatabas.se/sv/item/?type=film&itemid=627234.
149. ↑  ”Jurtjyrkogården (2019)”. Internet Movie Database. http://www.imdb.com/title/tt0837563/.
150. ↑  ”Jurtjyrkogården (2019)”. Svensk Filmdatabas. http://www.svenskfilmdatabas.se/sv/item/?type=film&itemid=627356.
151. ↑  ”Varda av Agnès (2019)”. Internet Movie Database. http://www.imdb.com/title/tt9530198/.
152. ↑  ”Varda av Agnès (2019)”. Svensk Filmdatabas. http://www.svenskfilmdatabas.se/sv/item/?type=film&itemid=627366.
153. ↑  ”After (2019)”. Internet Movie Database. http://www.imdb.com/title/tt4126476/.
154. ↑  ”After (2019)”. Svensk Filmdatabas. http://www.svenskfilmdatabas.se/sv/item/?type=film&itemid=627403.
155. ↑  ”Asterix: Den magiska drycken (2018)”. Internet Movie Database. http://www.imdb.com/title/tt8001346/.
156. ↑  ”Asterix: Den magiska drycken (2018)”. Svensk Filmdatabas. http://www.svenskfilmdatabas.se/sv/item/?type=film&itemid=627404.
157. ↑  ”Claire Darling (2018)”. Internet Movie Database. http://www.imdb.com/title/tt6961808/.
158. ↑  ”Claire Darling (2018)”. Svensk Filmdatabas. http://www.svenskfilmdatabas.se/sv/item/?type=film&itemid=627405.
159. ↑  ”Drömparken (2019)”. Internet Movie Database. http://www.imdb.com/title/tt6428676/.
160. ↑  ”Drömparken (2019)”. Svensk Filmdatabas. http://www.svenskfilmdatabas.se/sv/item/?type=film&itemid=627406.
161. ↑  ”Hellboy (2019)”. Internet Movie Database. http://www.imdb.com/title/tt2274648/.
162. ↑  ”Hellboy (2019)”. Svensk Filmdatabas. http://www.svenskfilmdatabas.se/sv/item/?type=film&itemid=627407.
163. ↑  ”Mellan raderna (2018)”. Internet Movie Database. http://www.imdb.com/title/tt7250056/.
164. ↑  ”Mellan raderna (2018)”. Svensk Filmdatabas. http://www.svenskfilmdatabas.se/sv/item/?type=film&itemid=627408.
165. ↑  ”Mid90s (2018)”. Internet Movie Database. http://www.imdb.com/title/tt5613484/.
166. ↑  ”Mid90s (2018)”. Svensk Filmdatabas. http://www.svenskfilmdatabas.se/sv/item/?type=film&itemid=627409.
167. ↑  ”Ovan Babylon (2019)”. Internet Movie Database. http://www.imdb.com/title/tt10011772/.
168. ↑  ”Ovan Babylon (2019)”. Svensk Filmdatabas. http://www.svenskfilmdatabas.se/sv/item/?type=film&itemid=625815.
169. ↑  ”The Curse of La Llorona (2019)”. Internet Movie Database. http://www.imdb.com/title/tt4913966/.
170. ↑  ”The Curse of La Llorona (2019)”. Svensk Filmdatabas. http://www.svenskfilmdatabas.se/sv/item/?type=film&itemid=627567.
171. ↑  ”Transnistra (2019)”. Internet Movie Database. http://www.imdb.com/title/tt9575000/.
172. ↑  ”Transnistra (2019)”. Svensk Filmdatabas. http://www.svenskfilmdatabas.se/sv/item/?type=film&itemid=88300.
173. ↑  ”Arctic (2018)”. Internet Movie Database. http://www.imdb.com/title/tt6820256/.
174. ↑  ”Arctic (2018)”. Svensk Filmdatabas. http://www.svenskfilmdatabas.se/sv/item/?type=film&itemid=627568.
175. ↑  ”Birds of Passage (2018)”. Internet Movie Database. http://www.imdb.com/title/tt6386748/.
176. ↑  ”Birds of Passage (2018)”. Svensk Filmdatabas. http://www.svenskfilmdatabas.se/sv/item/?type=film&itemid=627569.
177. ↑  ”Den siste gentlemannen (2018)”. Internet Movie Database. http://www.imdb.com/title/tt2837574/.
178. ↑  ”Den siste gentlemannen (2018)”. Svensk Filmdatabas. http://www.svenskfilmdatabas.se/sv/item/?type=film&itemid=627570.
179. ↑  ”Avengers: Endgame (2019)”. Internet Movie Database. http://www.imdb.com/title/tt4154796/.
180. ↑  ”Avengers: Endgame (2019)”. Svensk Filmdatabas. http://www.svenskfilmdatabas.se/sv/item/?type=film&itemid=627687.
181. ↑  ”Greta (2018)”. Internet Movie Database. http://www.imdb.com/title/tt2639336/.
182. ↑  ”Greta (2018)”. Svensk Filmdatabas. http://www.svenskfilmdatabas.se/sv/item/?type=film&itemid=627689.
183. ↑  ”Hjärter dam (2019)”. Internet Movie Database. http://www.imdb.com/title/tt8378126/.
184. ↑  ”Hjärter dam (2019)”. Svensk Filmdatabas. http://www.svenskfilmdatabas.se/sv/item/?type=film&itemid=615723.
185. ↑  ”The Man Who Killed Don Quixote (2018)”. Internet Movie Database. http://www.imdb.com/title/tt1318517/.
186. ↑  ”The Man Who Killed Don Quixote (2018)”. Svensk Filmdatabas. http://www.svenskfilmdatabas.se/sv/item/?type=film&itemid=627691.
187. ↑  ”Pearl (2018)”. Internet Movie Database. http://www.imdb.com/title/tt8916694/.
188. ↑  ”Pearl (2018)”. Svensk Filmdatabas. http://www.svenskfilmdatabas.se/sv/item/?type=film&itemid=627690.
189. ↑  ”The Intruder (2019)”. Internet Movie Database. http://www.imdb.com/title/tt6722030/.
190. ↑  ”The Intruder (2019)”. Svensk Filmdatabas. http://www.svenskfilmdatabas.se/sv/item/?type=film&itemid=627736.
191. ↑  ”Long Shot (2019)”. Internet Movie Database. http://www.imdb.com/title/tt2139881/.
192. ↑  ”Long Shot (2019)”. Svensk Filmdatabas. http://www.svenskfilmdatabas.se/sv/item/?type=film&itemid=627730.
193. ↑  ”När livet vänder (2018)”. Internet Movie Database. http://www.imdb.com/title/tt7773210/.
194. ↑  ”När livet vänder (2018)”. Svensk Filmdatabas. http://www.svenskfilmdatabas.se/sv/item/?type=film&itemid=627731.
195. ↑  ”Red Joan (2018)”. Internet Movie Database. http://www.imdb.com/title/tt7615302/.
196. ↑  ”Red Joan (2018)”. Svensk Filmdatabas. http://www.svenskfilmdatabas.se/sv/item/?type=film&itemid=627732.
197. ↑  ”Säsong (2019)”. Internet Movie Database. http://www.imdb.com/title/tt9675804/.
198. ↑  ”Säsong (2019)”. Svensk Filmdatabas. http://www.svenskfilmdatabas.se/sv/item/?type=film&itemid=85698.
199. ↑  ”Teen Spirit (2018)”. Internet Movie Database. http://www.imdb.com/title/tt6483364/.
200. ↑  ”Teen Spirit (2018)”. Svensk Filmdatabas. http://www.svenskfilmdatabas.se/sv/item/?type=film&itemid=627734.
201. ↑  ”Pokémon: Detective Pikachu (2019)”. Internet Movie Database. http://www.imdb.com/title/tt5884052/.
202. ↑  ”Pokémon: Detective Pikachu (2019)”. Svensk Filmdatabas. http://www.svenskfilmdatabas.se/sv/item/?type=film&itemid=627862.
203. ↑  ”Amundsen (2019)”. Internet Movie Database. http://www.imdb.com/title/tt6054846/.
204. ↑  ”Amundsen (2019)”. Svensk Filmdatabas. http://www.svenskfilmdatabas.se/sv/item/?type=film&itemid=627876.
205. ↑  ”El Ángel (2018)”. Internet Movie Database. http://www.imdb.com/title/tt7204348/.
206. ↑  ”El Ángel (2018)”. Svensk Filmdatabas. http://www.svenskfilmdatabas.se/sv/item/?type=film&itemid=627877.
207. ↑  ”Hjärtelandet (2018)”. Internet Movie Database. http://www.imdb.com/title/tt8383180/.
208. ↑  ”Hjärtelandet (2018)”. Svensk Filmdatabas. http://www.svenskfilmdatabas.se/sv/item/?type=film&itemid=82304.
209. ↑  ”The Hole in the Ground (2019)”. Internet Movie Database. http://www.imdb.com/title/tt6198946/.
210. ↑  ”The Hole in the Ground (2019)”. Svensk Filmdatabas. http://www.svenskfilmdatabas.se/sv/item/?type=film&itemid=627878.
211. ↑  ”UglyDolls (2019)”. Internet Movie Database. http://www.imdb.com/title/tt1946502/.
212. ↑  ”UglyDolls (2019)”. Svensk Filmdatabas. http://www.svenskfilmdatabas.se/sv/item/?type=film&itemid=627879.
213. ↑  ”Raggarjävlar (2019)”. Internet Movie Database. http://www.imdb.com/title/tt10275936/.
214. ↑  ”Raggarjävlar (2019)”. Svensk Filmdatabas. http://www.svenskfilmdatabas.se/sv/item/?type=film&itemid=627728.
215. ↑  ”John Wick: Chapter 3 - Parabellum (2019)”. Internet Movie Database. http://www.imdb.com/title/tt6146586/.
216. ↑  ”John Wick: Chapter 3 - Parabellum (2019)”. Svensk Filmdatabas. http://www.svenskfilmdatabas.se/sv/item/?type=film&itemid=627897.
217. ↑  ”The Hustle (2019)”. Internet Movie Database. http://www.imdb.com/title/tt1298644/.
218. ↑  ”The Hustle (2019)”. Svensk Filmdatabas. http://www.svenskfilmdatabas.se/sv/item/?type=film&itemid=627898.
219. ↑  ”Sonja (2018)”. Internet Movie Database. http://www.imdb.com/title/tt7398642/.
220. ↑  ”Sonja (2018)”. Svensk Filmdatabas. http://www.svenskfilmdatabas.se/sv/item/?type=film&itemid=89377.
221. ↑  ”Willy & monsterplaneten (2019)”. Internet Movie Database. http://www.imdb.com/title/tt8329148/.
222. ↑  ”Willy & monsterplaneten (2019)”. Svensk Filmdatabas. http://www.svenskfilmdatabas.se/sv/item/?type=film&itemid=627899.
223. ↑  ”Yao (2018)”. Internet Movie Database. http://www.imdb.com/title/tt8058904/.
224. ↑  ”Yao (2018)”. Svensk Filmdatabas. http://www.svenskfilmdatabas.se/sv/item/?type=film&itemid=627900.
225. ↑  ”Aladdin (2019)”. Internet Movie Database. http://www.imdb.com/title/tt6139732/.
226. ↑  ”Aladdin (2019)”. Svensk Filmdatabas. http://www.svenskfilmdatabas.se/sv/item/?type=film&itemid=628047.
227. ↑  ”Brightburn (2019)”. Internet Movie Database. http://www.imdb.com/title/tt7752126/.
228. ↑  ”Brightburn (2019)”. Svensk Filmdatabas. http://www.svenskfilmdatabas.se/sv/item/?type=film&itemid=628068.
229. ↑  ”Fabriken (2018)”. Internet Movie Database. http://www.imdb.com/title/tt5966602/.
230. ↑  ”Fabriken (2018)”. Svensk Filmdatabas. http://www.svenskfilmdatabas.se/sv/item/?type=film&itemid=628075.
231. ↑  ”Godzilla II: King of the Monsters (2019)”. Internet Movie Database. http://www.imdb.com/title/tt3741700/.
232. ↑  ”Godzilla II: King of the Monsters (2019)”. Svensk Filmdatabas. http://www.svenskfilmdatabas.se/sv/item/?type=film&itemid=628180.
233. ↑  ”Rocketman (2019)”. Internet Movie Database. http://www.imdb.com/title/tt2066051/.
234. ↑  ”Rocketman (2019)”. Svensk Filmdatabas. http://www.svenskfilmdatabas.se/sv/item/?type=film&itemid=628191.
235. ↑  ”Fenix (2018)”. Internet Movie Database. http://www.imdb.com/title/tt7976904/.
236. ↑  ”Fenix (2018)”. Svensk Filmdatabas. http://www.svenskfilmdatabas.se/sv/item/?type=film&itemid=85767.
237. ↑  ”Ma (2019)”. Internet Movie Database. http://www.imdb.com/title/tt7958736/.
238. ↑  ”Ma (2019)”. Svensk Filmdatabas. http://www.svenskfilmdatabas.se/sv/item/?type=film&itemid=628201.
239. ↑  ”Night Comes On (2018)”. Internet Movie Database. http://www.imdb.com/title/tt7184124/.
240. ↑  ”Night Comes On (2018)”. Svensk Filmdatabas. http://www.svenskfilmdatabas.se/sv/item/?type=film&itemid=627370.
241. ↑  ”Husdjurens hemliga liv 2 (2019)”. Internet Movie Database. http://www.imdb.com/title/tt5113040/.
242. ↑  ”Husdjurens hemliga liv 2 (2019)”. Svensk Filmdatabas. http://www.svenskfilmdatabas.se/sv/item/?type=film&itemid=628244.
243. ↑  ”X-Men: Dark Phoenix (2019)”. Internet Movie Database. http://www.imdb.com/title/tt6565702/.
244. ↑  ”X-Men: Dark Phoenix (2019)”. Svensk Filmdatabas. http://www.svenskfilmdatabas.se/sv/item/?type=film&itemid=628239.
245. ↑  ”Why Are We Creative? (2018)”. Internet Movie Database. http://www.imdb.com/title/tt8804436/.
246. ↑  ”Why Are We Creative? (2018)”. Svensk Filmdatabas. http://www.svenskfilmdatabas.se/sv/item/?type=film&itemid=628240.
247. ↑  ”Five Feet Apart (2019)”. Internet Movie Database. http://www.imdb.com/title/tt6472976/.
248. ↑  ”Five Feet Apart (2019)”. Svensk Filmdatabas. http://www.svenskfilmdatabas.se/sv/item/?type=film&itemid=628428.
249. ↑  ”Hotel Mumbai (2018)”. Internet Movie Database. http://www.imdb.com/title/tt5461944/.
250. ↑  ”Hotel Mumbai (2018)”. Svensk Filmdatabas. http://www.svenskfilmdatabas.se/sv/item/?type=film&itemid=628422.
251. ↑  ”Men in Black: International (2019)”. Internet Movie Database. http://www.imdb.com/title/tt2283336/.
252. ↑  ”Men in Black: International (2019)”. Svensk Filmdatabas. http://www.svenskfilmdatabas.se/sv/item/?type=film&itemid=628427.
253. ↑  ”A Music Story (2019)”. Svensk Filmdatabas. http://www.svenskfilmdatabas.se/sv/item/?type=film&itemid=626060.
254. ↑  ”Mysteriet om Herr Länk (2019)”. Internet Movie Database. http://www.imdb.com/title/tt6348138/.
255. ↑  ”Mysteriet om Herr Länk (2019)”. Svensk Filmdatabas. http://www.svenskfilmdatabas.se/sv/item/?type=film&itemid=628421.
256. ↑  ”Booksmart (2019)”. Internet Movie Database. http://www.imdb.com/title/tt1489887/.
257. ↑  ”Booksmart (2019)”. Svensk Filmdatabas. http://www.svenskfilmdatabas.se/sv/item/?type=film&itemid=628494.
258. ↑  ”Child's Play (2019)”. Internet Movie Database. http://www.imdb.com/title/tt8663516/.
259. ↑  ”Child's Play (2019)”. Svensk Filmdatabas. http://www.svenskfilmdatabas.se/sv/item/?type=film&itemid=628493.
260. ↑  ”Annabelle Comes Home (2019)”. Internet Movie Database. http://www.imdb.com/title/tt8350360/.
261. ↑  ”Annabelle Comes Home (2019)”. Svensk Filmdatabas. http://www.svenskfilmdatabas.se/sv/item/?type=film&itemid=628563.
262. ↑  ”Blinky Bill filmen (2015)”. Internet Movie Database. http://www.imdb.com/title/tt3700456/.
263. ↑  ”Blinky Bill filmen (2015)”. Svensk Filmdatabas. http://www.svenskfilmdatabas.se/sv/item/?type=film&itemid=628564.
264. ↑  ”Rött kort (2018)”. Internet Movie Database. http://www.imdb.com/title/tt7901610/.
265. ↑  ”Rött kort (2018)”. Svensk Filmdatabas. http://www.svenskfilmdatabas.se/sv/item/?type=film&itemid=628571.
266. ↑  ”Yesterday (2019)”. Internet Movie Database. http://www.imdb.com/title/tt8079248/.
267. ↑  ”Yesterday (2019)”. Svensk Filmdatabas. http://www.svenskfilmdatabas.se/sv/item/?type=film&itemid=628572.
268. ↑  ”Ankdammen (2019)”. Internet Movie Database. http://www.imdb.com/title/tt10622950/.
269. ↑  ”Ankdammen (2019)”. Svensk Filmdatabas. http://www.svenskfilmdatabas.se/sv/item/?type=film&itemid=628425.
270. ↑  ”Spider-Man: Far from Home (2019)”. Internet Movie Database. http://www.imdb.com/title/tt6320628/.
271. ↑  ”Spider-Man: Far from Home (2019)”. Svensk Filmdatabas. http://www.svenskfilmdatabas.se/sv/item/?type=film&itemid=628759.
272. ↑  ”Diego Maradona (2019)”. Internet Movie Database. http://www.imdb.com/title/tt5433114/.
273. ↑  ”Diego Maradona (2019)”. Svensk Filmdatabas. http://www.svenskfilmdatabas.se/sv/item/?type=film&itemid=628970.
274. ↑  ”Klara Ko och äppeltjuven (2018)”. Internet Movie Database. http://www.imdb.com/title/tt8941316/.
275. ↑  ”Klara Ko och äppeltjuven (2018)”. Svensk Filmdatabas. http://www.svenskfilmdatabas.se/sv/item/?type=film&itemid=628971.
276. ↑  ”Stockholm (2018)”. Internet Movie Database. http://www.imdb.com/title/tt6474040/.
277. ↑  ”Stockholm (2018)”. Svensk Filmdatabas. http://www.svenskfilmdatabas.se/sv/item/?type=film&itemid=628758.
278. ↑  ”Midsommar (2019)”. Internet Movie Database. http://www.imdb.com/title/tt8772262/.
279. ↑  ”Midsommar (2019)”. Svensk Filmdatabas. http://www.svenskfilmdatabas.se/sv/item/?type=film&itemid=628741.
280. ↑  ”Sir (2018)”. Internet Movie Database. http://www.imdb.com/title/tt7142506/.
281. ↑  ”Sir (2018)”. Svensk Filmdatabas. http://www.svenskfilmdatabas.se/sv/item/?type=film&itemid=628973.
282. ↑  ”Tell It to the Bees (2018)”. Internet Movie Database. http://www.imdb.com/title/tt7241926/.
283. ↑  ”Tell It to the Bees (2018)”. Svensk Filmdatabas. http://www.svenskfilmdatabas.se/sv/item/?type=film&itemid=628977.
284. ↑  ”Lejonkungen (2019)”. Internet Movie Database. http://www.imdb.com/title/tt6105098/.
285. ↑  ”Lejonkungen (2019)”. Svensk Filmdatabas. http://www.svenskfilmdatabas.se/sv/item/?type=film&itemid=628978.
286. ↑  ”The Hummingbird Project (2018)”. Internet Movie Database. http://www.imdb.com/title/tt6866224/.
287. ↑  ”The Hummingbird Project (2018)”. Svensk Filmdatabas. http://www.svenskfilmdatabas.se/sv/item/?type=film&itemid=628851.
288. ↑  ”Polaroid (2019)”. Internet Movie Database. http://www.imdb.com/title/tt5598292/.
289. ↑  ”Polaroid (2019)”. Svensk Filmdatabas. http://www.svenskfilmdatabas.se/sv/item/?type=film&itemid=628979.
290. ↑  ”Crawl (2019)”. Internet Movie Database. http://www.imdb.com/title/tt8364368/.
291. ↑  ”Crawl (2019)”. Svensk Filmdatabas. http://www.svenskfilmdatabas.se/sv/item/?type=film&itemid=628980.
292. ↑  ”DanMachi: Arrow of the Orion (2019)”. Internet Movie Database. http://www.imdb.com/title/tt9526152/.
293. ↑  ”Diamantino (2018)”. Internet Movie Database. http://www.imdb.com/title/tt6522668/.
294. ↑  ”Diamantino (2018)”. Svensk Filmdatabas. http://www.svenskfilmdatabas.se/sv/item/?type=film&itemid=628981.
295. ↑  ”Miraï, min lillasyster (2018)”. Internet Movie Database. http://www.imdb.com/title/tt6900448/.
296. ↑  ”Miraï, min lillasyster (2018)”. Svensk Filmdatabas. http://www.svenskfilmdatabas.se/sv/item/?type=film&itemid=628982.
297. ↑  ”Ut och stjäla hästar (2019)”. Internet Movie Database. http://www.imdb.com/title/tt7319496/.
298. ↑  ”Ut och stjäla hästar (2019)”. Svensk Filmdatabas. http://www.svenskfilmdatabas.se/sv/item/?type=film&itemid=628983.
299. ↑  ”Carmen & Lola (2018)”. Internet Movie Database. http://www.imdb.com/title/tt7485508/.
300. ↑  ”Carmen & Lola (2018)”. Svensk Filmdatabas. http://www.svenskfilmdatabas.se/sv/item/?type=film&itemid=628984.
301. ↑  ”Fast & Furious: Hobbs & Shaw (2019)”. Internet Movie Database. http://www.imdb.com/title/tt6806448/.
302. ↑  ”Fast & Furious: Hobbs & Shaw (2019)”. Svensk Filmdatabas. http://www.svenskfilmdatabas.se/sv/item/?type=film&itemid=628985.
303. ↑  ”Poms - Dansa för livet (2019)”. Internet Movie Database. http://www.imdb.com/title/tt5125894/.
304. ↑  ”Poms - Dansa för livet (2019)”. Svensk Filmdatabas. http://www.svenskfilmdatabas.se/sv/item/?type=film&itemid=628986.
305. ↑  ”The Tomorrow Man (2019)”. Internet Movie Database. http://www.imdb.com/title/tt8769848/.
306. ↑  ”The Tomorrow Man (2019)”. Svensk Filmdatabas. http://www.svenskfilmdatabas.se/sv/item/?type=film&itemid=628987.
307. ↑  ”The Angry Birds Movie 2 (2019)”. Internet Movie Database. http://www.imdb.com/title/tt6095472/.
308. ↑  ”The Angry Birds Movie 2 (2019)”. Svensk Filmdatabas. http://www.svenskfilmdatabas.se/sv/item/?type=film&itemid=628990.
309. ↑  ”I trygga händer (2018)”. Internet Movie Database. http://www.imdb.com/title/tt7543930/.
310. ↑  ”I trygga händer (2018)”. Svensk Filmdatabas. http://www.svenskfilmdatabas.se/sv/item/?type=film&itemid=628988.
311. ↑  ”Scary Stories to Tell in the Dark (2019)”. Internet Movie Database. http://www.imdb.com/title/tt3387520/.
312. ↑  ”Scary Stories to Tell in the Dark (2019)”. Svensk Filmdatabas. http://www.svenskfilmdatabas.se/sv/item/?type=film&itemid=628989.
313. ↑  ”Good Boys (2019)”. Internet Movie Database. http://www.imdb.com/title/tt7343762/.
314. ↑  ”Good Boys (2019)”. Svensk Filmdatabas. http://www.svenskfilmdatabas.se/sv/item/?type=film&itemid=629074.
315. ↑  ”Fisherman's Friends (2019)”. Internet Movie Database. http://www.imdb.com/title/tt1648186/.
316. ↑  ”Fisherman's Friends (2019)”. Svensk Filmdatabas. http://www.svenskfilmdatabas.se/sv/item/?type=film&itemid=629070.
317. ↑  ”Flykten från DDR (2018)”. Internet Movie Database. http://www.imdb.com/title/tt7125774/.
318. ↑  ”Flykten från DDR (2018)”. Svensk Filmdatabas. http://www.svenskfilmdatabas.se/sv/item/?type=film&itemid=629078.
319. ↑  ”Inna de Yard (2019)”. Internet Movie Database. http://www.imdb.com/title/tt7621830/.
320. ↑  ”Inna de Yard (2019)”. Svensk Filmdatabas. http://www.svenskfilmdatabas.se/sv/item/?type=film&itemid=629077.
321. ↑  ”Once Upon a Time in Hollywood (2019)”. Internet Movie Database. http://www.imdb.com/title/tt7131622/.
322. ↑  ”Once Upon a Time in Hollywood (2019)”. Svensk Filmdatabas. http://www.svenskfilmdatabas.se/sv/item/?type=film&itemid=629076.
323. ↑  ”Tel Aviv on Fire (2018)”. Internet Movie Database. http://www.imdb.com/title/tt5791098/.
324. ↑  ”Tel Aviv on Fire (2018)”. Svensk Filmdatabas. http://www.svenskfilmdatabas.se/sv/item/?type=film&itemid=629075.
325. ↑  ”Amazing Grace (2018)”. Internet Movie Database. http://www.imdb.com/title/tt4935462/.
326. ↑  ”Amazing Grace (2018)”. Svensk Filmdatabas. http://www.svenskfilmdatabas.se/sv/item/?type=film&itemid=629266.
327. ↑  ”Angel Has Fallen (2019)”. Internet Movie Database. http://www.imdb.com/title/tt6189022/.
328. ↑  ”Angel Has Fallen (2019)”. Svensk Filmdatabas. http://www.svenskfilmdatabas.se/sv/item/?type=film&itemid=629433.
329. ↑  ”Apollo 11 (2019)”. Internet Movie Database. http://www.imdb.com/title/tt8760684/.
330. ↑  ”Apollo 11 (2019)”. Svensk Filmdatabas. http://www.svenskfilmdatabas.se/sv/item/?type=film&itemid=629267.
331. ↑  ”De osynliga (2018)”. Internet Movie Database. http://www.imdb.com/title/tt8633950/.
332. ↑  ”De osynliga (2018)”. Svensk Filmdatabas. http://www.svenskfilmdatabas.se/sv/item/?type=film&itemid=629432.
333. ↑  ”Koko-di Koko-da (2019)”. Internet Movie Database. http://www.imdb.com/title/tt9355200/.
334. ↑  ”Koko-di Koko-da (2019)”. Svensk Filmdatabas. http://www.svenskfilmdatabas.se/sv/item/?type=film&itemid=89351.
335. ↑  ”Late Night (2019)”. Internet Movie Database. http://www.imdb.com/title/tt6107548/.
336. ↑  ”Late Night (2019)”. Svensk Filmdatabas. http://www.svenskfilmdatabas.se/sv/item/?type=film&itemid=629268.
337. ↑  ”Ready or Not (2019)”. Internet Movie Database. http://www.imdb.com/title/tt7798634/.
338. ↑  ”Ready or Not (2019)”. Svensk Filmdatabas. http://www.svenskfilmdatabas.se/sv/item/?type=film&itemid=629269.
339. ↑  ”438 dagar (2019)”. Internet Movie Database. http://www.imdb.com/title/tt8325442/.
340. ↑  ”438 dagar (2019)”. Svensk Filmdatabas. http://www.svenskfilmdatabas.se/sv/item/?type=film&itemid=79661.
341. ↑  ”The Dead Don't Die (2019)”. Internet Movie Database. http://www.imdb.com/title/tt8695030/.
342. ↑  ”The Dead Don't Die (2019)”. Svensk Filmdatabas. http://www.svenskfilmdatabas.se/sv/item/?type=film&itemid=627892.
343. ↑  ”Edie (2017)”. Internet Movie Database. http://www.imdb.com/title/tt3823098/.
344. ↑  ”Edie (2017)”. Svensk Filmdatabas. http://www.svenskfilmdatabas.se/sv/item/?type=film&itemid=629482.
345. ↑  ”Toy Story 4 (2019)”. Internet Movie Database. http://www.imdb.com/title/tt1979376/.
346. ↑  ”Toy Story 4 (2019)”. Svensk Filmdatabas. http://www.svenskfilmdatabas.se/sv/item/?type=film&itemid=629499.
347. ↑  ”Push (2019)”. Internet Movie Database. http://www.imdb.com/title/tt8976772/.
348. ↑  ”Push (2019)”. Svensk Filmdatabas. http://www.svenskfilmdatabas.se/sv/item/?type=film&itemid=91309.
349. ↑  ”Brevbäraren som byggde ett palats (2018)”. Internet Movie Database. http://www.imdb.com/title/tt7248884/.
350. ↑  ”Brevbäraren som byggde ett palats (2018)”. Svensk Filmdatabas. http://www.svenskfilmdatabas.se/sv/item/?type=film&itemid=631086.
351. ↑  ”Could This Be You? (2019)”. Internet Movie Database. http://www.imdb.com/title/tt8446880/.
352. ↑  ”Could This Be You? (2019)”. Svensk Filmdatabas. http://www.svenskfilmdatabas.se/sv/item/?type=film&itemid=80275.
353. ↑  ”Det: Kapitel 2 (2019)”. Internet Movie Database. http://www.imdb.com/title/tt7349950/.
354. ↑  ”Det: Kapitel 2 (2019)”. Svensk Filmdatabas. http://www.svenskfilmdatabas.se/sv/item/?type=film&itemid=629500.
355. ↑  ”Hasse & Tage - en kärlekshistoria (2019)”. Internet Movie Database. http://www.imdb.com/title/tt10924274/.
356. ↑  ”Hasse & Tage - en kärlekshistoria (2019)”. Svensk Filmdatabas. http://www.svenskfilmdatabas.se/sv/item/?type=film&itemid=616799.
357. ↑  ”Wild Rose (2018)”. Internet Movie Database. http://www.imdb.com/title/tt5117428/.
358. ↑  ”Wild Rose (2018)”. Svensk Filmdatabas. http://www.svenskfilmdatabas.se/sv/item/?type=film&itemid=629506.
359. ↑  ”And Then We Danced (2019)”. Internet Movie Database. http://www.imdb.com/title/tt8963708/.
360. ↑  ”And Then We Danced (2019)”. Svensk Filmdatabas. http://www.svenskfilmdatabas.se/sv/item/?type=film&itemid=88840.
361. ↑  ”Downton Abbey (2019)”. Internet Movie Database. http://www.imdb.com/title/tt6398184/.
362. ↑  ”Downton Abbey (2019)”. Svensk Filmdatabas. http://www.svenskfilmdatabas.se/sv/item/?type=film&itemid=629553.
363. ↑  ”Felix på vilda äventyr (2018)”. Internet Movie Database. http://www.imdb.com/title/tt7886614/.
364. ↑  ”Felix på vilda äventyr (2018)”. Svensk Filmdatabas. http://www.svenskfilmdatabas.se/sv/item/?type=film&itemid=629555.
365. ↑  ”Max & Maja på det magiska museet (2017)”. Internet Movie Database. http://www.imdb.com/title/tt6489160/.
366. ↑  ”Max & Maja på det magiska museet (2017)”. Svensk Filmdatabas. http://www.svenskfilmdatabas.se/sv/item/?type=film&itemid=629554.
367. ↑  ”Ad Astra (2019)”. Internet Movie Database. http://www.imdb.com/title/tt2935510/.
368. ↑  ”Ad Astra (2019)”. Svensk Filmdatabas. http://www.svenskfilmdatabas.se/sv/item/?type=film&itemid=629713.
369. ↑  ”High Life (2018)”. Internet Movie Database. http://www.imdb.com/title/tt4827558/.
370. ↑  ”High Life (2018)”. Svensk Filmdatabas. http://www.svenskfilmdatabas.se/sv/item/?type=film&itemid=629716.
371. ↑  ”Josefin & Florin (2019)”. Internet Movie Database. http://www.imdb.com/title/tt10916112/.
372. ↑  ”Josefin & Florin (2019)”. Svensk Filmdatabas. http://www.svenskfilmdatabas.se/sv/item/?type=film&itemid=80631.
373. ↑  ”Playmobil-filmen (2019)”. Internet Movie Database. http://www.imdb.com/title/tt4199898/.
374. ↑  ”Playmobil-filmen (2019)”. Svensk Filmdatabas. http://www.svenskfilmdatabas.se/sv/item/?type=film&itemid=629717.
375. ↑  ”Quick (2019)”. Internet Movie Database. http://www.imdb.com/title/tt9211804/.
376. ↑  ”Quick (2019)”. Svensk Filmdatabas. http://www.svenskfilmdatabas.se/sv/item/?type=film&itemid=616921.
377. ↑  ”Rambo: Last Blood (2019)”. Internet Movie Database. http://www.imdb.com/title/tt1206885/.
378. ↑  ”Rambo: Last Blood (2019)”. Svensk Filmdatabas. http://www.svenskfilmdatabas.se/sv/item/?type=film&itemid=629718.
379. ↑  ”Beats (2019)”. Internet Movie Database. http://www.imdb.com/title/tt7524414/.
380. ↑  ”Beats (2019)”. Svensk Filmdatabas. http://www.svenskfilmdatabas.se/sv/item/?type=film&itemid=629714.
381. ↑  ”Blinded by the Light (2019)”. Internet Movie Database. http://www.imdb.com/title/tt8266310/.
382. ↑  ”Blinded by the Light (2019)”. Svensk Filmdatabas. http://www.svenskfilmdatabas.se/sv/item/?type=film&itemid=629803.
383. ↑  ”Dora and the Lost City (2019)”. Internet Movie Database. http://www.imdb.com/title/tt7547410/.
384. ↑  ”Dora and the Lost City (2019)”. Svensk Filmdatabas. http://www.svenskfilmdatabas.se/sv/item/?type=film&itemid=629804.
385. ↑  ”Smärta och ära (2019)”. Internet Movie Database. http://www.imdb.com/title/tt8291806/.
386. ↑  ”Smärta och ära (2019)”. Svensk Filmdatabas. http://www.svenskfilmdatabas.se/sv/item/?type=film&itemid=629808.
387. ↑  ”Tre sekunder (2019)”. Internet Movie Database. http://www.imdb.com/title/tt1833116/.
388. ↑  ”Tre sekunder (2019)”. Svensk Filmdatabas. http://www.svenskfilmdatabas.se/sv/item/?type=film&itemid=629887.
389. ↑  ”Gryning (2019)”. Internet Movie Database. http://www.imdb.com/title/tt9160054/.
390. ↑  ”Gryning (2019)”. Svensk Filmdatabas. http://www.svenskfilmdatabas.se/sv/item/?type=film&itemid=626765.
391. ↑  ”Bortom det synliga - filmen om Hilma af Klint (2019)”. Internet Movie Database. http://www.imdb.com/title/tt9760516/.
392. ↑  ”Bortom det synliga - filmen om Hilma af Klint (2019)”. Svensk Filmdatabas. http://www.svenskfilmdatabas.se/sv/item/?type=film&itemid=629966.
393. ↑  ”Fåret Shaun - Farmageddon (2019)”. Internet Movie Database. http://www.imdb.com/title/tt6193408/.
394. ↑  ”Fåret Shaun - Farmageddon (2019)”. Svensk Filmdatabas. http://www.svenskfilmdatabas.se/sv/item/?type=film&itemid=629971.
395. ↑  ”Hustlers (2019)”. Internet Movie Database. http://www.imdb.com/title/tt5503686/.
396. ↑  ”Hustlers (2019)”. Svensk Filmdatabas. http://www.svenskfilmdatabas.se/sv/item/?type=film&itemid=629975.
397. ↑  ”Inte den du tror (2019)”. Internet Movie Database. http://www.imdb.com/title/tt7552686/.
398. ↑  ”Inte den du tror (2019)”. Svensk Filmdatabas. http://www.svenskfilmdatabas.se/sv/item/?type=film&itemid=629976.
399. ↑  ”Joker (2019)”. Internet Movie Database. http://www.imdb.com/title/tt7286456/.
400. ↑  ”Joker (2019)”. Svensk Filmdatabas. http://www.svenskfilmdatabas.se/sv/item/?type=film&itemid=629978.
401. ↑  ”The Current War (2017)”. Internet Movie Database. http://www.imdb.com/title/tt2140507/.
402. ↑  ”The Current War (2017)”. Svensk Filmdatabas. http://www.svenskfilmdatabas.se/sv/item/?type=film&itemid=630046.
403. ↑  ”En komikers uppväxt (2019)”. Internet Movie Database. http://www.imdb.com/title/tt8425516/.
404. ↑  ”En komikers uppväxt (2019)”. Svensk Filmdatabas. http://www.svenskfilmdatabas.se/sv/item/?type=film&itemid=88687.
405. ↑  ”Gemini Man (2019)”. Internet Movie Database. http://www.imdb.com/title/tt1025100/.
406. ↑  ”Gemini Man (2019)”. Svensk Filmdatabas. http://www.svenskfilmdatabas.se/sv/item/?type=film&itemid=630043.
407. ↑  ”Judy (2019)”. Internet Movie Database. http://www.imdb.com/title/tt7549996/.
408. ↑  ”Judy (2019)”. Svensk Filmdatabas. http://www.svenskfilmdatabas.se/sv/item/?type=film&itemid=630044.
409. ↑  ”Marianne & Leonard: Words of Love (2019)”. Internet Movie Database. http://www.imdb.com/title/tt9358196/.
410. ↑  ”Marianne & Leonard: Words of Love (2019)”. Svensk Filmdatabas. http://www.svenskfilmdatabas.se/sv/item/?type=film&itemid=630045.
411. ↑  ”Maleficent 2: Ondskans härskarinna (2019)”. Internet Movie Database. http://www.imdb.com/title/tt4777008/.
412. ↑  ”Maleficent 2: Ondskans härskarinna (2019)”. Svensk Filmdatabas. http://www.svenskfilmdatabas.se/sv/item/?type=film&itemid=630208.
413. ↑  ”Gud finns, hennes namn är Petrunya (2019)”. Internet Movie Database. http://www.imdb.com/title/tt8054608/.
414. ↑  ”Gud finns, hennes namn är Petrunya (2019)”. Svensk Filmdatabas. http://www.svenskfilmdatabas.se/sv/item/?type=film&itemid=630209.
415. ↑  ”Tills Frank skiljer oss åt (2019)”. Internet Movie Database. http://www.imdb.com/title/tt10761012/.
416. ↑  ”Tills Frank skiljer oss åt (2019)”. Svensk Filmdatabas. http://www.svenskfilmdatabas.se/sv/item/?type=film&itemid=616445.
417. ↑  ”Unge Ahmed (2019)”. Internet Movie Database. http://www.imdb.com/title/tt8359822/.
418. ↑  ”Unge Ahmed (2019)”. Svensk Filmdatabas. http://www.svenskfilmdatabas.se/sv/item/?type=film&itemid=630210.
419. ↑  ”Zombieland: Double Tap (2019)”. Internet Movie Database. http://www.imdb.com/title/tt1560220/.
420. ↑  ”Zombieland: Double Tap (2019)”. Svensk Filmdatabas. http://www.svenskfilmdatabas.se/sv/item/?type=film&itemid=630211.
421. ↑  ”Amanda (2018)”. Internet Movie Database. http://www.imdb.com/title/tt7491144/.
422. ↑  ”Amanda (2018)”. Svensk Filmdatabas. http://www.svenskfilmdatabas.se/sv/item/?type=film&itemid=630368.
423. ↑  ”Bröllopskaos igen! (2019)”. Internet Movie Database. http://www.imdb.com/title/tt6556670/.
424. ↑  ”Bröllopskaos igen! (2019)”. Svensk Filmdatabas. http://www.svenskfilmdatabas.se/sv/item/?type=film&itemid=630375.
425. ↑  ”Familjen Addams (2019)”. Internet Movie Database. http://www.imdb.com/title/tt1620981/.
426. ↑  ”Familjen Addams (2019)”. Svensk Filmdatabas. http://www.svenskfilmdatabas.se/sv/item/?type=film&itemid=630376.
427. ↑  ”Förfärliga snömannen (2019)”. Internet Movie Database. http://www.imdb.com/title/tt6324278/.
428. ↑  ”Förfärliga snömannen (2019)”. Svensk Filmdatabas. http://www.svenskfilmdatabas.se/sv/item/?type=film&itemid=630377.
429. ↑  ”In Fabric (2018)”. Internet Movie Database. http://www.imdb.com/title/tt7464188/.
430. ↑  ”In Fabric (2018)”. Svensk Filmdatabas. http://www.svenskfilmdatabas.se/sv/item/?type=film&itemid=630378.
431. ↑  ”Terminator: Dark Fate (2019)”. Internet Movie Database. http://www.imdb.com/title/tt6450804/.
432. ↑  ”Terminator: Dark Fate (2019)”. Svensk Filmdatabas. http://www.svenskfilmdatabas.se/sv/item/?type=film&itemid=630379.
433. ↑  ”Doctor Sleep (2019)”. Internet Movie Database. http://www.imdb.com/title/tt5606664/.
434. ↑  ”Doctor Sleep (2019)”. Svensk Filmdatabas. http://www.svenskfilmdatabas.se/sv/item/?type=film&itemid=630559.
435. ↑  ”Pavarotti (2019)”. Internet Movie Database. http://www.imdb.com/title/tt6964076/.
436. ↑  ”Pavarotti (2019)”. Svensk Filmdatabas. http://www.svenskfilmdatabas.se/sv/item/?type=film&itemid=630556.
437. ↑  ”Sorry We Missed You (2019)”. Internet Movie Database. http://www.imdb.com/title/tt8359816/.
438. ↑  ”Sorry We Missed You (2019)”. Svensk Filmdatabas. http://www.svenskfilmdatabas.se/sv/item/?type=film&itemid=630560.
439. ↑  ”Fraemling (2019)”. Internet Movie Database. http://www.imdb.com/title/tt10138312/.
440. ↑  ”Fraemling (2019)”. Svensk Filmdatabas. http://www.svenskfilmdatabas.se/sv/item/?type=film&itemid=85695.
441. ↑  ”Drottningens corgi (2019)”. Internet Movie Database. http://www.imdb.com/title/tt6563576/.
442. ↑  ”Drottningens corgi (2019)”. Svensk Filmdatabas. http://www.svenskfilmdatabas.se/sv/item/?type=film&itemid=631093.
443. ↑  ”Jag kommer hem igen till jul (2019)”. Internet Movie Database. http://www.imdb.com/title/tt10504966/.
444. ↑  ”Jag kommer hem igen till jul (2019)”. Svensk Filmdatabas. http://www.svenskfilmdatabas.se/sv/item/?type=film&itemid=622134.
445. ↑  ”Midway (2019)”. Internet Movie Database. http://www.imdb.com/title/tt6924650/.
446. ↑  ”Midway (2019)”. Svensk Filmdatabas. http://www.svenskfilmdatabas.se/sv/item/?type=film&itemid=6924650.
447. ↑  ”Sara med allt sitt väsen (2019)”. Internet Movie Database. http://www.imdb.com/title/tt11249084/.
448. ↑  ”Sara med allt sitt väsen (2019)”. Svensk Filmdatabas. http://www.svenskfilmdatabas.se/sv/item/?type=film&itemid=628653.
449. ↑  ”Last Christmas (2019)”. Internet Movie Database. http://www.imdb.com/title/tt8623904/.
450. ↑  ”Last Christmas (2019)”. Svensk Filmdatabas. http://www.svenskfilmdatabas.se/sv/item/?type=film&itemid=631238.
451. ↑  ”Everybody's Everything (2019)”. Internet Movie Database. http://www.imdb.com/title/tt9617716/.
452. ↑  ”Everybody's Everything (2019)”. Svensk Filmdatabas. http://www.svenskfilmdatabas.se/sv/item/?type=film&itemid=631239.
453. ↑  ”Countdown (2019)”. Internet Movie Database. http://www.imdb.com/title/tt10039344/.
454. ↑  ”Countdown (2019)”. Svensk Filmdatabas. http://www.svenskfilmdatabas.se/sv/item/?type=film&itemid=631243.
455. ↑  ”Le Mans '66 (2019)”. Internet Movie Database. http://www.imdb.com/title/tt1950186/.
456. ↑  ”Le Mans '66 (2019)”. Svensk Filmdatabas. http://www.svenskfilmdatabas.se/sv/item/?type=film&itemid=631244.
457. ↑  ”Mareld (2019)”. Internet Movie Database. http://www.imdb.com/title/tt9773184/.
458. ↑  ”Mareld (2019)”. Svensk Filmdatabas. http://www.svenskfilmdatabas.se/sv/item/?type=film&itemid=625817.
459. ↑  ”Om det oändliga (2019)”. Internet Movie Database. http://www.imdb.com/title/tt6817944/.
460. ↑  ”Om det oändliga (2019)”. Svensk Filmdatabas. http://www.svenskfilmdatabas.se/sv/item/?type=film&itemid=81430.
461. ↑  ”21 Bridges (2019)”. Internet Movie Database. http://www.imdb.com/title/tt8688634/.
462. ↑  ”21 Bridges (2019)”. Svensk Filmdatabas. http://www.svenskfilmdatabas.se/sv/item/?type=film&itemid=631299.
463. ↑  ”I guds namn (2018)”. Internet Movie Database. http://www.imdb.com/title/tt8095860/.
464. ↑  ”I guds namn (2018)”. Svensk Filmdatabas. http://www.svenskfilmdatabas.se/sv/item/?type=film&itemid=631300.
465. ↑  ”The Lighthouse (2019)”. Internet Movie Database. http://www.imdb.com/title/tt7984734/.
466. ↑  ”The Lighthouse (2019)”. Svensk Filmdatabas. http://www.svenskfilmdatabas.se/sv/item/?type=film&itemid=631304.
467. ↑  ”Ring mamma! (2019)”. Internet Movie Database. http://www.imdb.com/title/tt11173524/.
468. ↑  ”Ring mamma! (2019)”. Svensk Filmdatabas. http://www.svenskfilmdatabas.se/sv/item/?type=film&itemid=85769.
469. ↑  ”After the Wedding (2019)”. Internet Movie Database. http://www.imdb.com/title/tt7985692/.
470. ↑  ”After the Wedding (2019)”. Svensk Filmdatabas. http://www.svenskfilmdatabas.se/sv/item/?type=film&itemid=631537.
471. ↑  ”Ailos resa (2018)”. Internet Movie Database. http://www.imdb.com/title/tt8242340/.
472. ↑  ”Ailos resa (2018)”. Svensk Filmdatabas. http://www.svenskfilmdatabas.se/sv/item/?type=film&itemid=631538.
473. ↑  ”Knives Out (2019)”. Internet Movie Database. http://www.imdb.com/title/tt8946378/.
474. ↑  ”Knives Out (2019)”. Svensk Filmdatabas. http://www.svenskfilmdatabas.se/sv/item/?type=film&itemid=631584.
475. ↑  ”Matthias & Maxime (2019)”. Internet Movie Database. http://www.imdb.com/title/tt8767908/.
476. ↑  ”Matthias & Maxime (2019)”. Svensk Filmdatabas. http://www.svenskfilmdatabas.se/sv/item/?type=film&itemid=631580.
477. ↑  ”The Nightingale (2018)”. Internet Movie Database. http://www.imdb.com/title/tt4068576/.
478. ↑  ”The Nightingale (2018)”. Svensk Filmdatabas. http://www.svenskfilmdatabas.se/sv/item/?type=film&itemid=631582.
479. ↑  ”Tito och fåglarna (2018)”. Internet Movie Database. http://www.imdb.com/title/tt8327492/.
480. ↑  ”Tito och fåglarna (2018)”. Svensk Filmdatabas. http://www.svenskfilmdatabas.se/sv/item/?type=film&itemid=631583.
481. ↑  ”Camorrans barn (2019)”. Internet Movie Database. http://www.imdb.com/title/tt8740778/.
482. ↑  ”Camorrans barn (2019)”. Svensk Filmdatabas. http://www.svenskfilmdatabas.se/sv/item/?type=film&itemid=631640.
483. ↑  ”Cyrano och jag (2018)”. Internet Movie Database. http://www.imdb.com/title/tt7201846/.
484. ↑  ”Cyrano och jag (2018)”. Svensk Filmdatabas. http://www.svenskfilmdatabas.se/sv/item/?type=film&itemid=631641.
485. ↑  ”Jumanji: The Next Level (2019)”. Internet Movie Database. http://www.imdb.com/title/tt7975244/.
486. ↑  ”Jumanji: The Next Level (2019)”. Svensk Filmdatabas. http://www.svenskfilmdatabas.se/sv/item/?type=film&itemid=631642.
487. ↑  ”Black Christmas (2019)”. Internet Movie Database. http://www.imdb.com/title/tt10481868/.
488. ↑  ”Black Christmas (2019)”. Svensk Filmdatabas. http://www.svenskfilmdatabas.se/sv/item/?type=film&itemid=631739.
489. ↑  ”Porträtt av en kvinna i brand (2019)”. Internet Movie Database. http://www.imdb.com/title/tt8613070/.
490. ↑  ”Porträtt av en kvinna i brand (2019)”. Svensk Filmdatabas. http://www.svenskfilmdatabas.se/sv/item/?type=film&itemid=631738.
491. ↑  ”Star Wars: The Rise of Skywalker (2019)”. Internet Movie Database. http://www.imdb.com/title/tt2527338/.
492. ↑  ”Star Wars: The Rise of Skywalker (2019)”. Svensk Filmdatabas. http://www.svenskfilmdatabas.se/sv/item/?type=film&itemid=631901.
493. ↑  ”Parasit (2019)”. Internet Movie Database. http://www.imdb.com/title/tt6751668/.
494. ↑  ”Parasit (2019)”. Svensk Filmdatabas. http://www.svenskfilmdatabas.se/sv/item/?type=film&itemid=631902.
495. ↑  ”Sune - Best Man (2019)”. Internet Movie Database. http://www.imdb.com/title/tt11092170/.
496. ↑  ”Sune - Best Man (2019)”. Svensk Filmdatabas. http://www.svenskfilmdatabas.se/sv/item/?type=film&itemid=622160.
497. ↑  ”En del av mitt hjärta (2019)”. Internet Movie Database. http://www.imdb.com/title/tt8269566/.
498. ↑  ”En del av mitt hjärta (2019)”. Svensk Filmdatabas. http://www.svenskfilmdatabas.se/sv/item/?type=film&itemid=88304.
499. ↑  ”Frost 2 (2019)”. Internet Movie Database. http://www.imdb.com/title/tt4520988/.
500. ↑  ”Frost 2 (2019)”. Svensk Filmdatabas. http://www.svenskfilmdatabas.se/sv/item/?type=film&itemid=631903.
501. ↑  Dödsannons i Dagens Nyheter
502. ↑  ”Familjesidan.se”. Arkiverad från originalet den 22 april 2019. https://web.archive.org/web/20190422085630/https://www.familjesidan.se/cases/bibi-andersson/funeral-notices. Läst 20 maj 2019.
503. ↑  Dödsannons i Dagens Nyheter
504. ↑  Legendary actress and singer Doris Day dead at 97
505. ↑  https://www.theguardian.com/stage/2019/jun/15/franco-zeffirelli-obituary
506. ↑  https://www.nytimes.com/2019/12/06/theater/ron-leibman-dead.html
507. ↑  https://www.nytimes.com/2020/01/03/arts/music/jack-sheldon-dead.html

### Webbkällor
- Svensk Filmdatabas – Filmer med premiär 2019
- IMDb - Filmer med premiär 2019 (engelska)